# Union soviétique dans la Seconde Guerre mondiale

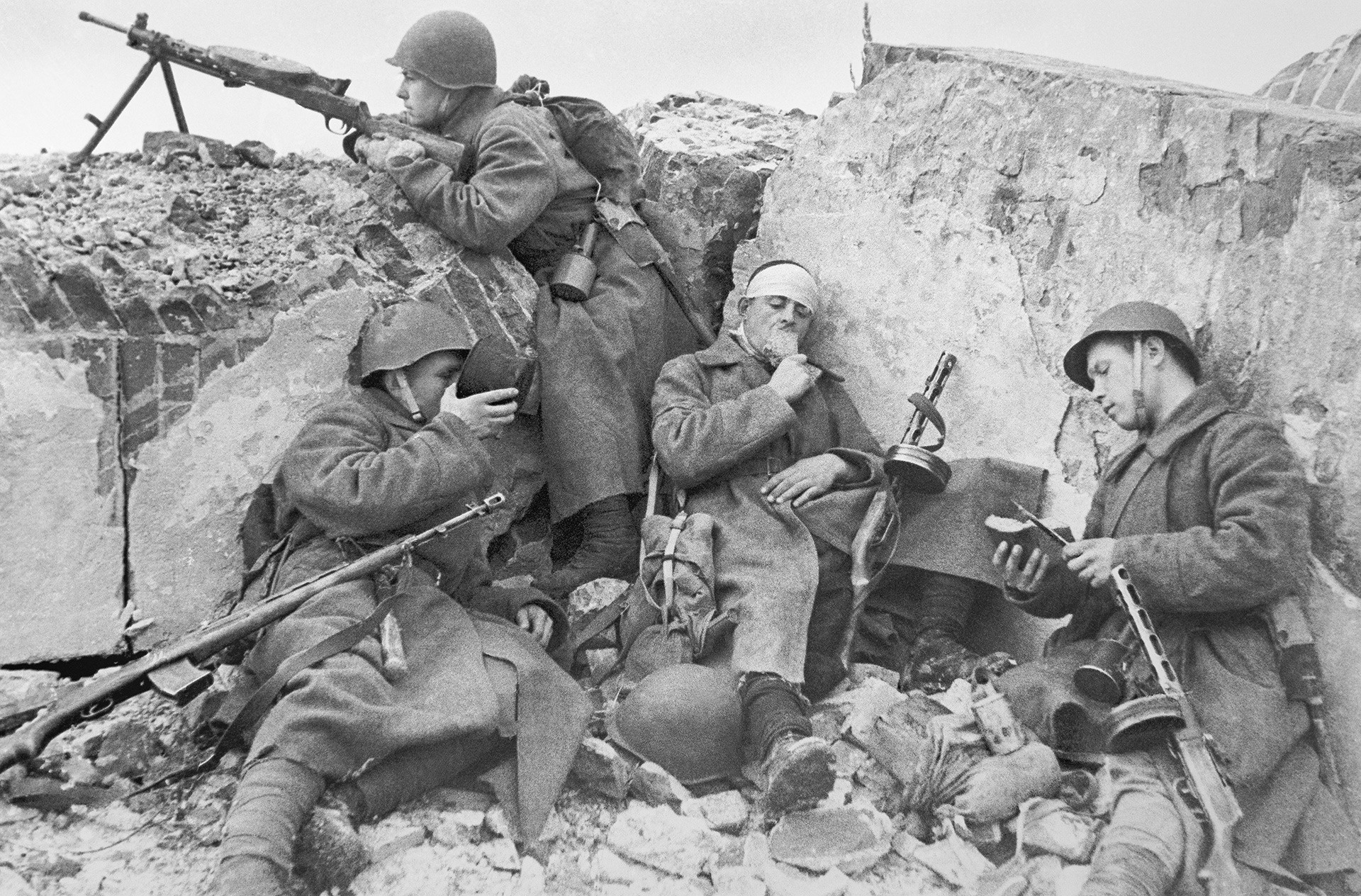
Soldats soviétiques à Stalingrad prenant un court repos lors des combats.

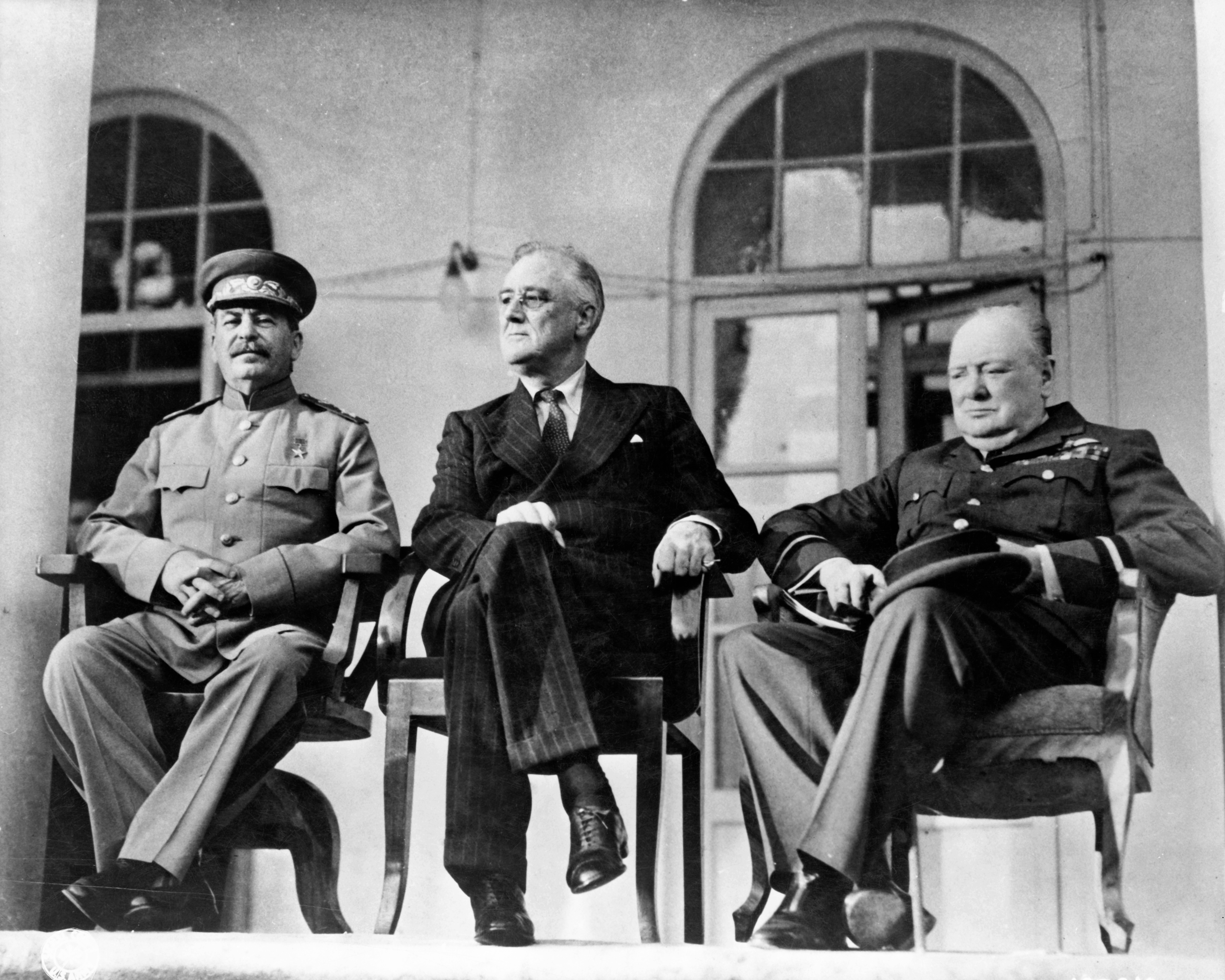
Staline, Roosevelt et Churchill pendant la conférence de Téhéran en 1943.

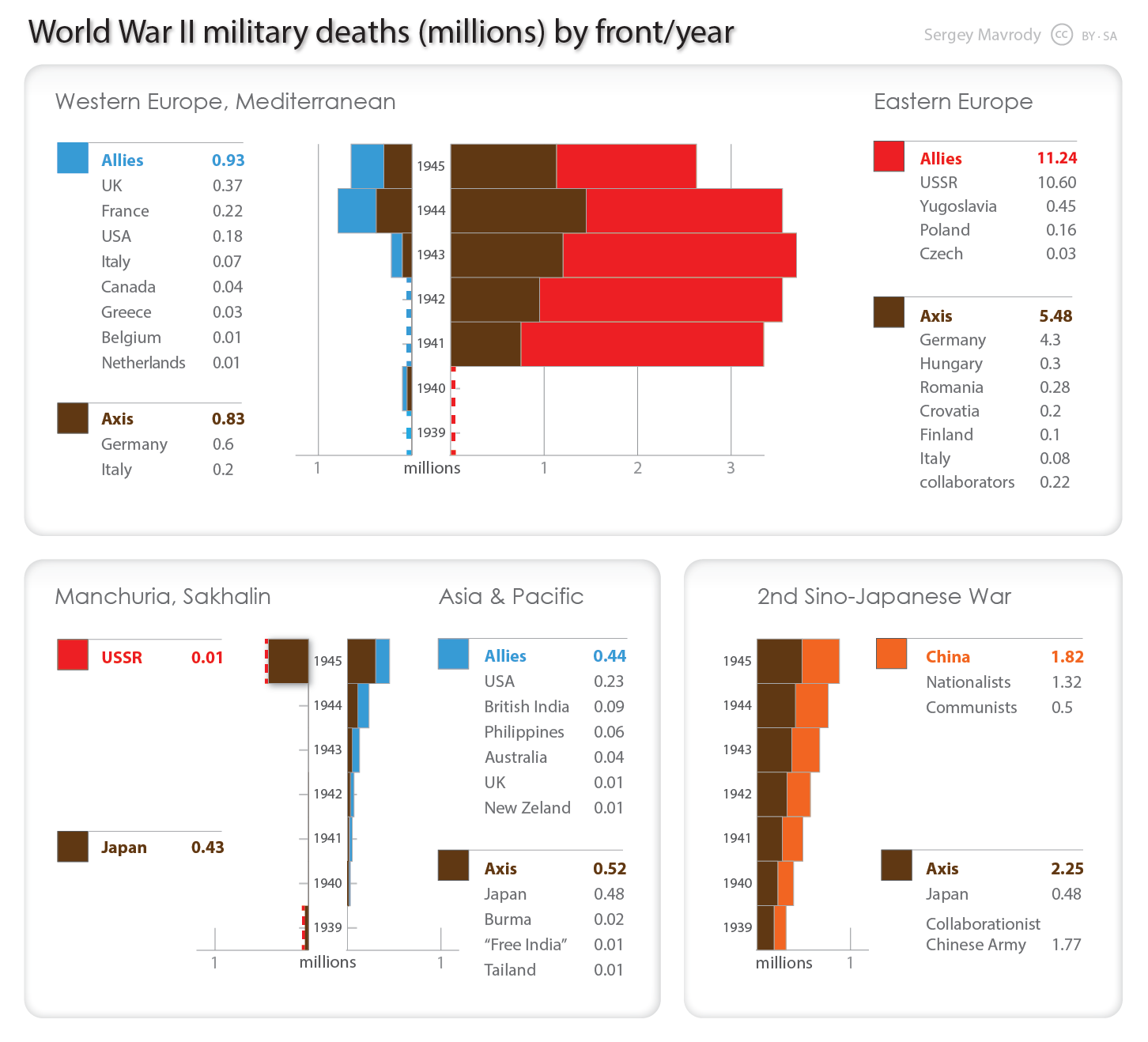
Pertes humaines militaires de la Seconde Guerre mondiale en Europe et en Asie par théâtre et année.

Au cours de la Seconde Guerre mondiale, l'Union soviétique a joué un rôle décisif dans la victoire des Alliés contre l'Allemagne nazie et les autres puissances de l'Axe, principalement sur le théâtre d'opérations européen.
Après la signature de l'accord de Munich le 30 septembre 1938 entre le Royaume-Uni, la France, l'Italie et l'Allemagne, qui « prévoit la cession à l'Allemagne du territoire des Sudètes de la Tchécoslovaquie, malgré l'existence de l'accord d'alliance de 1924 et du pacte militaire de 1925 entre la France et la République tchécoslovaque, pour laquelle elle est également connue sous le nom de trahison de Munich », l'Union soviétique signe près d'un an plus tard un pacte de non-agression avec l'Allemagne nazie le 23 août 1939. En plus des stipulations de non-agression, le traité comprend un protocole secret qui divise les territoires de la Roumanie, de la Pologne, de la Lituanie, de la Lettonie, de l'Estonie et de la Finlande en « sphères d'influence » allemande et soviétique, anticipant d'éventuels « réarrangements territoriaux et politiques » de ces pays. En octobre et novembre 1940, des pourparlers germano-soviétiques concernant une éventuelle entrée de l’URSS dans l'Axe ont lieu à Berlin, mais l'Allemagne ne répondra jamais à la proposition soviétique du 25 novembre 1940, laissant les négociations en suspens, l'objectif idéologique d'Hitler étant de mettre en place le Lebensraum à l'Est.
L'Allemagne envahit la Pologne le 1er septembre 1939 déclenchant la Seconde Guerre mondiale, Staline attend quant à lui le 17 septembre avant de lancer sa propre invasion de la Pologne. Une partie des régions de Carélie et de Salla en Finlande sont annexées par l'Union soviétique après la guerre d'Hiver. Suivent les annexions soviétiques de l'Estonie, de la Lettonie, de la Lituanie et de certaines parties de la Roumanie (la Bessarabie, le nord de la Bucovine et la région de Herța). On savait, lors du procès de Nuremberg, l'existence du protocole secret du pacte germano-soviétique concernant les divisions prévues de ces territoires. L'invasion de la Bucovine viola le pacte Molotov-Ribbentrop, car cela dépassait la sphère d'influence soviétique convenue avec l'Allemagne.
Le 22 juin 1941, Hitler lance une invasion de l'Union soviétique. Staline est convaincu que la machine de guerre totale des Alliés finira par arrêter l'Allemagne, notamment avec l'aide du programme prêt-bail de l'Occident, les Soviétiques parviennent à stopper l'avancée éclair de la Wehrmacht à environ 30 kilomètres de Moscou. Au cours des quatre années suivantes, l'Union soviétique repoussa les offensives de l'Axe, comme lors de la bataille de Stalingrad et de la bataille de Koursk, et se précipita vers la victoire lors de grandes offensives soviétiques, telles que l'offensive Vistule-Oder.
La majeure partie des combats soviétiques se sont déroulés sur le front de l'Est, tout en menant la guerre de Continuation contre la Finlande, mais les Soviétiques ont également envahi l'Iran (août 1941) en coopération avec les Britanniques et, à la fin de la guerre, attaqué le Japon (août 1945), avec lequel ils menaient des conflits frontaliers depuis les années 1930.
Staline rencontre Winston Churchill et Franklin D. Roosevelt pendant la conférence de Téhéran en 1943 afin de mettre en œuvre une guerre sur deux fronts contre l'Allemagne, et pour parler de l'avenir de l'Europe après la guerre. Berlin tombe finalement en avril 1945. Repousser la plus grande invasion de l'Histoire en parvenant à changer la donne jusqu'à la victoire finale à l'Est a nécessité un énorme sacrifice de la part de l'Union soviétique, qui a subi le nombre de pertes les plus élevées de la guerre, perdant plus de 20 millions de citoyens, soit environ un tiers de toutes les victimes de la Seconde Guerre mondiale. La perte démographique totale pour les peuples soviétiques demeure encore plus grande.

## Pacte de non-agression avec l'Allemagne

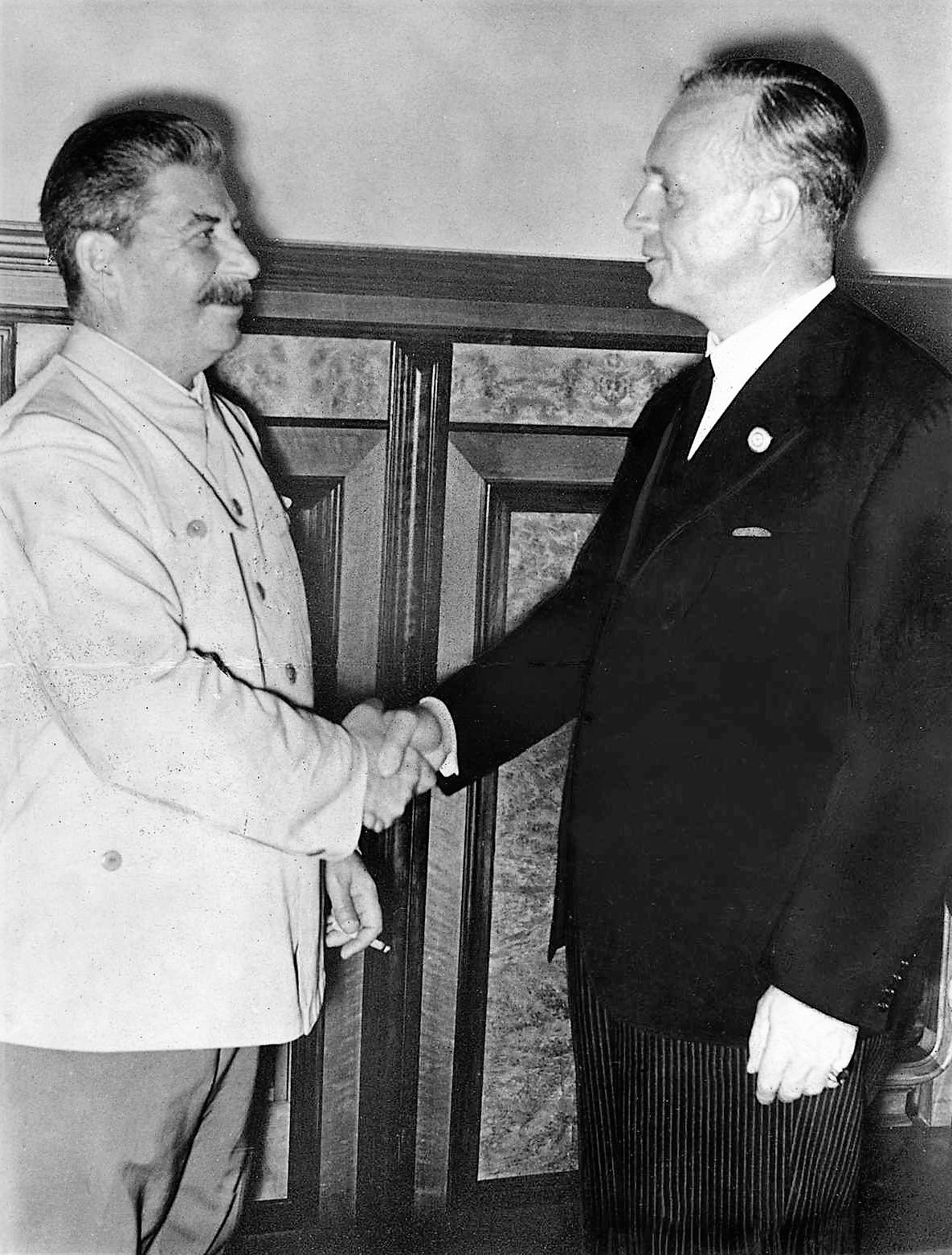
Staline et Ribbentrop lors de la signature du pacte germano-soviétique le 23 août 1939.

Au cours des années 1930, le ministre soviétique des Affaires étrangères Maxim Litvinov émerge comme une voix de premier plan pour la politique soviétique officielle de sécurité collective avec les puissances occidentales contre l'Allemagne nazie. En 1935, Litvinov négocie des traités d'assistance mutuelle avec la France et avec la Tchécoslovaquie dans le but de contenir l'expansion hitlérienne. Après les accords de Munich, qui permettent à Hitler d'annexer les régions tchécoslovaques peuplées majoritairement d'Allemands, la politique d'apaisement des démocraties occidentales conduit l'Union soviétique à réorienter sa politique étrangère vers un rapprochement avec l'Allemagne. Le 3 mai 1939, Staline remplace Litvinov, étroitement identifié à la position anti-allemande par Viatcheslav Molotov.
En août 1939, Staline accepte la proposition d'Hitler de signer un pacte de non-agression avec l'Allemagne, négocié par les ministres des Affaires étrangères Viatcheslav Molotov pour les Soviétiques et Joachim von Ribbentrop pour les Allemands. Outre un engagement de neutralité en cas de conflit entre l'une des deux parties et les puissances occidentales, le pacte germano-soviétique comportait un protocole secret qui délimitait entre les deux pays des sphères d'influence, et dont la mise en œuvre se traduira par l'invasion, l'occupation et l'annexion de certains États ou territoires,. L'URSS se voit promettre la partie orientale de la Pologne, alors principalement peuplée d'Ukrainiens et de Biélorusses, en cas de dissolution, et l'Allemagne reconnait la Lettonie, l'Estonie et la Finlande comme faisant partie de la sphère d'influence soviétique, avec la Lituanie ajoutée dans un second protocole secret en septembre 1939. Une autre clause du traité exige la cession de la Bessarabie, territoire alors roumain, devant être rattachée à la nouvelle RSS de Moldavie sous contrôle de Moscou.
Le pacte est conclu deux jours après la rupture des pourparlers militaires soviétiques avec les représentants britanniques et français en août 1939 sur une éventuelle alliance franco-anglo-soviétique,. Les discussions politiques sont suspendues le 2 août, Molotov estimant qu'elles ne peuvent être reprises tant que les pourparlers militaires ne progressent pas jusqu’à la fin du mois d'août. Après l'impasse des pourparlers sur les garanties pour les États baltes,, les pourparlers militaires sur lesquels Molotov insiste débutent finalement le 11 août. Dans le même temps, l'Allemagne — avec qui les Soviétiques avaient entamé des négociations secrètes le 29 juillet,,,, — arguait qu'elle pouvait offrir aux Soviétiques de meilleures conditions que la Grande-Bretagne et la France, sous l'instance de Ribbentrop énonçant qu'« il n'y avait pas de problème entre la Baltique et la mer Noire ne pouvant être résolu entre nous deux,,». Les responsables allemands déclarent que, contrairement à la Grande-Bretagne, l'Allemagne pouvait permettre aux Soviétiques de poursuivre leur développement sans être inquiétés, en pointant « l'élément commun dans l'idéologie de l'Allemagne, de l'Italie et de l'Union soviétique : l'opposition aux démocraties capitalistes de l'Ouest,». À ce moment-là, Molotov avait obtenu des informations sur les négociations anglo-allemandes et un rapport pessimiste de l'ambassadeur soviétique en France.

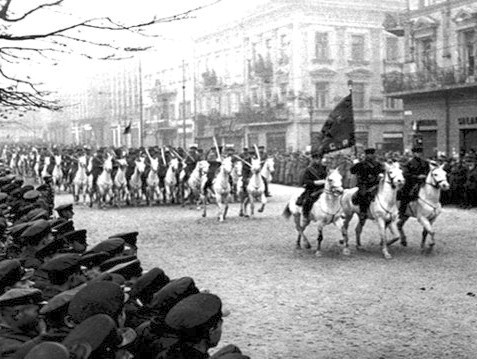
Cavalerie soviétique en parade à Lviv (alors Lwów), après la capitulation de la ville lors de l'invasion soviétique de la Pologne en 1939.

Après un désaccord concernant une demande de Staline pour un déplacement des troupes de l'Armée rouge à travers la Pologne et la Roumanie (à laquelle les deux pays s'opposèrent,) le 21 août, les Soviétiques proposent l'ajournement des pourparlers militaires sous prétexte que l'absence de personnel supérieur soviétique lors des pourparlers interférait avec les manœuvres d'automne des forces soviétiques, en cachant la principale raison quant aux  progrès réalisés dans les négociations soviéto-allemandes. Le même jour, Staline reçoit l'assurance de l'Allemagne approuvant les protocoles secrets au pacte de non-agression proposé, accordant ainsi aux Soviétiques des terres en Pologne, dans les États baltes, en Finlande et en Roumanie et envoie dans la nuit un télégramme à Hitler en se disant disposé à signer le pacte et à recevoir Ribbentrop le 23 août. En ce qui concerne la question plus large de la sécurité collective, certains historiens déclarent que l'une des raisons pour lesquelles Staline décide d'abandonner la doctrine vient de l'approche vis-à-vis de la France et de la Grande-Bretagne à la suite des accords de Munich et de l'échec ultérieur à empêcher l'occupation allemande de la Tchécoslovaquie,,. Staline a peut-être également considéré le pacte comme un gain de temps dans la perspective d'une éventuelle guerre avec Hitler afin de renforcer l'armée soviétique et de déplacer les frontières soviétiques vers l'ouest, ce qui serait militairement bénéfique dans une telle guerre,.
Staline et Ribbentrop passent la majeure partie de la nuit de la signature du pacte à échanger des histoires amicales sur les affaires mondiales et à faire des blagues (une rareté pour Ribbentrop) sur la faiblesse de la Grande-Bretagne. Le duo plaisantera même sur la façon dont le pacte anti-Kominterm effrayait principalement les « commerçants britanniques». Echangeant une brinde, Staline proposa un toast à la santé d'Hitler et Ribbentrop un toast à la santé de Staline.

## Division de l'Europe de l'Est et autres invasions

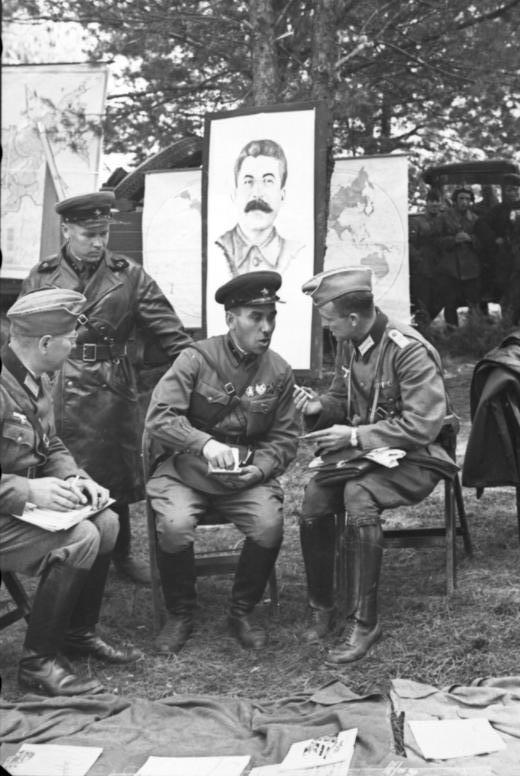
Soldats allemands et soviétiques lors de la parade militaire germano-soviétique à Brest devant une photo de Staline.

Le 1er septembre 1939, l'invasion allemande de sa partie convenue de la Pologne déclenche la Seconde Guerre mondiale. Le 17 septembre, l'Armée rouge envahit la Pologne orientale et occupe le territoire polonais qui lui était assigné par le pacte Molotov-Ribbentrop, suivi d'une coordination avec les forces allemandes en Pologne,. Onze jours plus tard, le protocole secret du pacte est modifié, attribuant à l'Allemagne une plus grande partie de la Pologne, tout en cédant la majeure partie de la Lituanie à l'Union soviétique. Les portions soviétiques se trouvent à l'est de la ligne dite Curzon, une frontière ethnographique entre la Russie et la Pologne établie par une commission de la Conférence de paix de Paris en 1919.

Divisions prévues (à gauche) et réelles (à droite) de l'Europe en 1939-1940, selon le pacte Molotov-Ribbentrop, avec des ajustements ultérieurs.

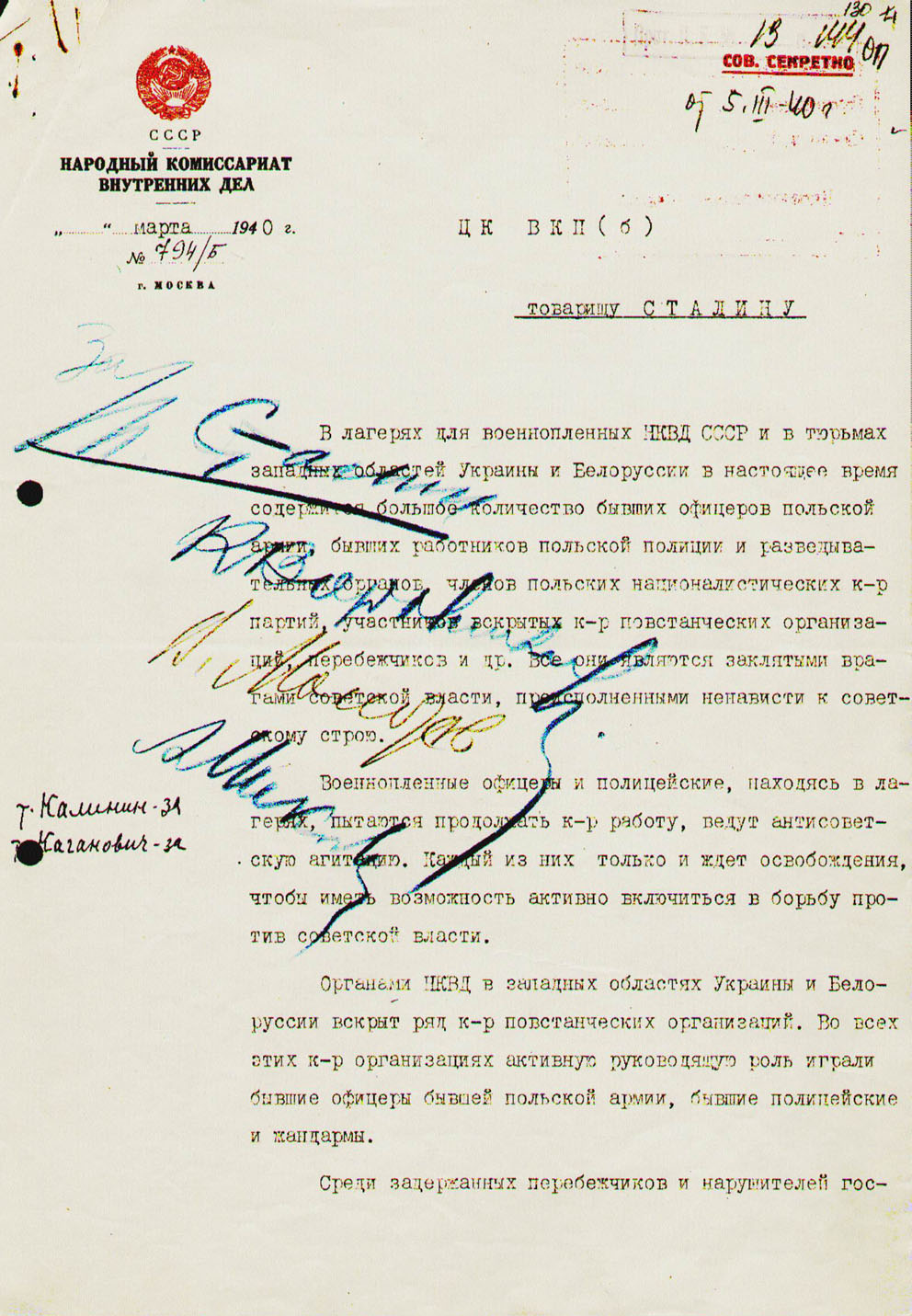
Le document officiel de Lavrenti Beria, daté du 5 mars 1940, demandant à Joseph Staline l'autorisation d'exécuter les officiers polonais. Le mot russe За signifie pour. Sont pour, dans l'ordre : Staline, Vorochilov, Molotov et Mikoyan ainsi que, en marge, Kalinine et Kaganovitch.

Après avoir fait environ 300 000 prisonniers polonais entre septembre 1939 et le début de 1940,,, les officiers du NKVD procèdent à de longs interrogatoires de prisonniers dans des camps qui étaient, en fait, un processus de sélection pour déterminer qui serait exécuté. Le 5 mars 1940, conformément à une note adressée à Staline de Lavrenty Beria, signée par les membres du Politburo soviétique (y compris Staline), 22 000 militaires et intellectuels détenus dans des camps et des prisons à l'ouest de l'Ukraine et en Biélorussie occupés sont exécutés — étiquetés comme « nationalistes et contre-révolutionnaires ». Cette tuerie deviendra tristement connue sous le nom de massacre de Katyn,,. Le général de division Vassili Blokhine, bourreau en chef du NKVD, est nommément chargé de la liquidation du tiers environ (6 500 hommes) des 22 000 officiers polonais prisonniers de guerre, et réussit à accomplir sa tâche en moins d’un mois (28 nuits consécutives), aidé d’une équipe d’une trentaine d’agents du NKVD. Cet événement reste l'un des meurtres de masse les plus organisés et les plus prolongés commis par un seul individu jamais enregistré,. Au cours de sa carrière de 29 ans, Blokhin a abattu environ 50 000 personnes faisant de lui l'un des plus grands meurtriers de l'Histoire.
En août 1939, Staline déclare qu'il « résoudra le problème de la Baltique, et par la suite, forcera la Lituanie, la Lettonie et l'Estonie à signer des traités d'« assistance mutuelle».
En novembre 1939, l'Union soviétique envahit la Finlande. L'effort défensif finlandais ruine les attentes soviétiques. Après de lourdes pertes et l'échec de l'installation d'un gouvernement fantoche à Helsinki, Staline opte pour une paix intérimaire en accordant à l'Union soviétique des parties de la Carélie et de Salla (8% du territoire finlandais). Le nombre officiel de pertes dans cette guerre coté soviétique dépasserait 200 000, tandis que le Premier ministre soviétique Nikita Khrouchtchev affirmera plus tard que celles-ci approchent du million. Après cette campagne laborieuse, Staline prend des mesures pour modifier la formation et améliorer les efforts de propagande dans l'armée soviétique.
À la mi-juin 1940, alors que l'attention internationale se concentre sur l'invasion allemande de la France, les troupes soviétiques du NKVD attaquent les postes frontières dans les pays baltes,. Staline se défend en affirmant que les traités d'assistance mutuelle avaient été violés, donnant des ultimatums de six heures pour la formation de nouveaux gouvernements dans chaque pays, y compris des listes de personnes pour les postes ministériels fournies par le Kremlin. Par la suite, les administrations de l'État sont liquidées et remplacées par des cadres soviétiques, suivies d'une répression de masse au cours de laquelle 34 250 Lettons, 75 000 Lituaniens et près de 60 000 Estoniens sont déportés ou tués. Les élections au parlement et à d'autres postes ont lieu avec des candidats uniques inscrits, et les résultats officiels montrent l'approbation des candidats pro-soviétiques par 92,8% des électeurs d'Estonie, 97,6% des électeurs de Lettonie et 99,2% des électeurs de Lituanie. Les assemblées populaires qui en résultèrent demandèrent immédiatement l'admission en URSS, qui fut accordée. Fin juin 1940, Staline ordonne l'annexion soviétique de la Bessarabie et du nord de la Bucovine, proclamant ce territoire anciennement roumain partie de la RSS de Moldavie. Mais en annexant le nord de la Bucovine, Staline avait dépassé les limites convenues du protocole secret.

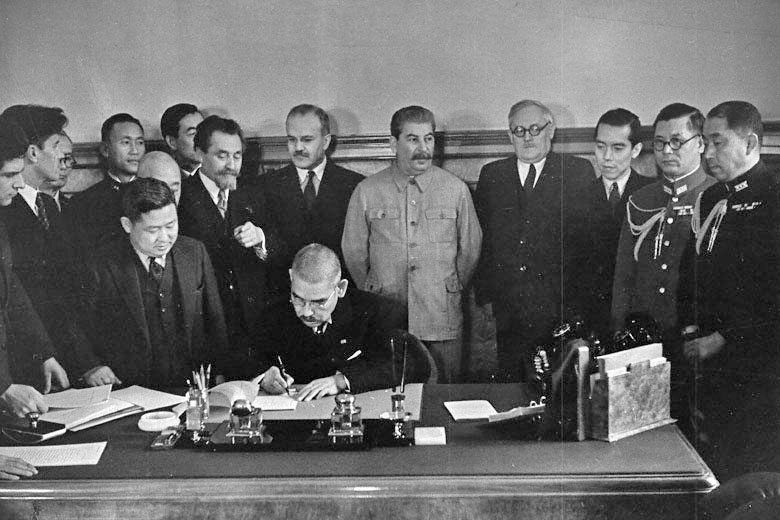
Staline et Molotov lors de la signature du pacte de neutralité nippo-soviétique en 1941.

Après la signature du pacte tripartite par les puissances de l'Axe, l'Allemagne, le Japon et l'Italie, en octobre 1940, Staline écrivit personnellement à Ribbentrop au sujet de la conclusion d'un accord concernant une « base permanente » pour leurs « intérêts mutuels ». Staline envoie Molotov à Berlin pour négocier les conditions de l'Union soviétique afin de rejoindre l'Axe et potentiellement profiter du butin du pacte. Sous la direction de Staline, Molotov insiste sur l'intérêt soviétique pour la Turquie, la Bulgarie, la Roumanie, la Hongrie, la Yougoslavie et la Grèce, Staline ayant auparavant fait pression, en vain, sur les dirigeants turcs pour qu'ils ne signent pas de pacte d'assistance mutuelle avec la Grande-Bretagne et la France. Ribbentrop propose à Molotov la signature d'un autre protocole secret : « Le point focal des aspirations territoriales de l'Union soviétique serait vraisemblablement centré au sud du territoire de l'Union soviétique en direction de l'océan Indien». Molotov déclare qu'il ne peut pas prendre de « position définitive » à ce sujet sans l'accord de Staline. Celui-ci n'étant pas d'accord avec le protocole suggéré, les négociations échouèrent. En réponse à une proposition allemande ultérieure, Staline émet une contre-proposition en déclarant qu'il ne rejoindrait l'Axe que si l'Allemagne agit en dehors de la sphère d'influence soviétique. Peu de temps après, Hitler publie une directive interne secrète liée à son plan d'invasion de l'Union soviétique.

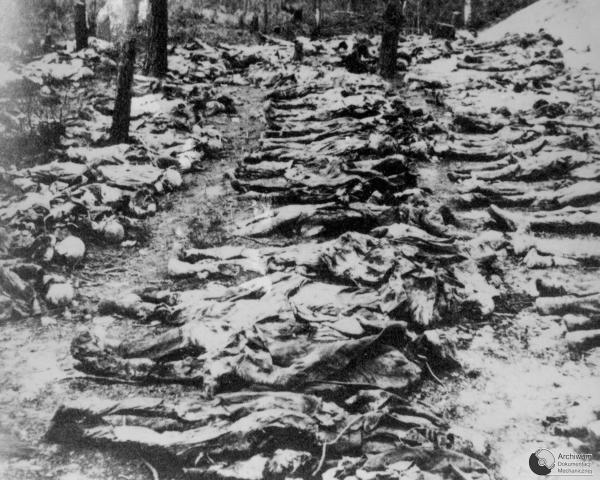
Photo de 1943 montrant l'exhumation d'un charnier d'officiers polonais tués par le NKVD dans la forêt de Katyn en 1940.

Dans un effort pour démontrer des intentions pacifiques envers l'Allemagne, Staline supervise la signature d'un pacte de neutralité avec le Japon le 13 avril 1941. Depuis le traité de Portsmouth, la Russie était en concurrence avec le Japon pour les sphères d'influence en Extrême-Orient, où subsistait un vide de pouvoir avec l'effondrement de la Chine impériale. Bien que similaire au pacte Molotov-Ribbentrop avec le Troisième Reich, l'Union soviétique signe le pacte de neutralité soviéto-japonais avec l'empire du Japon pour maintenir l'intérêt national de la sphère d'influence soviétique sur le continent européen ainsi que la conquête de l'Extrême-Orient, tout en étant parmi les rares pays au monde à reconnaître diplomatiquement le Mandchoukouo et à permettre la montée de l'invasion allemande en Europe et de l'expansionnisme du Japon en Asie. Cependant, la défaite japonaise lors de la bataille de Khalkhin Gol en 1939 sera le facteur déterminant de l'accord temporaire avant l'invasion soviétique de la Mandchourie en 1945 à la suite de la Conférence de Yalta. Alors que Staline demeure sceptique dans l'engagement du Japon envers la neutralité, il estime que le pacte est important pour son symbolisme politique, pour renforcer une affection publique pour l'Allemagne, avant l'affrontement militaire lorsque Hitler contrôlera l'Europe occidentale et pour que l'Union soviétique puisse prendre le contrôle de l'Europe orientale. Staline estime qu'il y a une division croissante dans les cercles allemands quant à savoir si l'Allemagne doit lancer une guerre avec l'Union soviétique, mais pour autant, n'est pas au courant de l'ambition militaire future d'Hitler.

## Résiliation du pacte

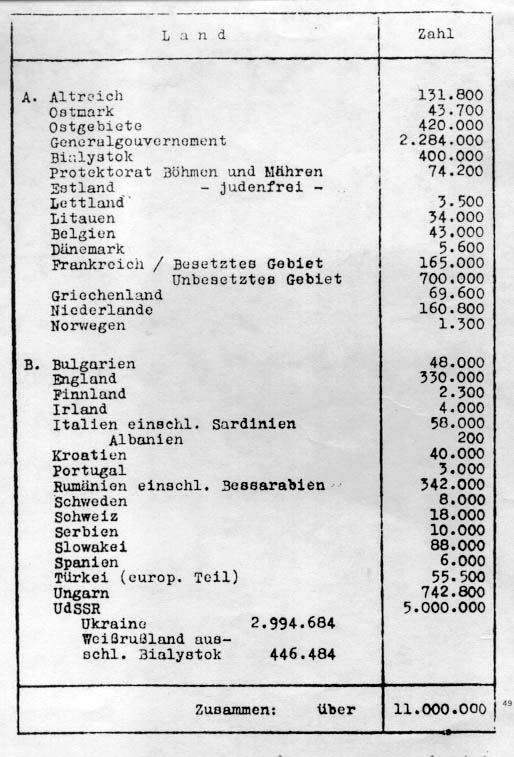
Liste des objectifs de la conférence de Wannsee

Au petit matin du 22 juin 1941, Hitler met fin au pacte en lançant l'opération Barbarossa, l'invasion par l'Axe des territoires tenus par les Soviétiques et l'Union soviétique qui commença la guerre sur le front de l'Est. Avant l'invasion, Staline ne pensait pas qu'il se ferait attaquer par l'Allemagne avant que celle-ci ne vainque la Grande-Bretagne. Dans le même temps, les généraux soviétiques l'avaient averti d'une concentration inhabituelle de troupes allemandes le long des frontières soviétiques. Deux espions soviétiques haut placés en Allemagne, « Starshina » et « Korsikanets », envoyèrent des dizaines de rapports à Moscou contenant des preuves de la préparation d'une attaque allemande. D'autres avertissements similaires provenaient de Richard Sorge, un espion soviétique à Tokyo travaillant sous couverture comme journaliste allemand et qui avait infiltré l'ambassade d'Allemagne à Tokyo en séduisant l'épouse du général Eugen Ott, l'ambassadeur d'Allemagne au Japon.

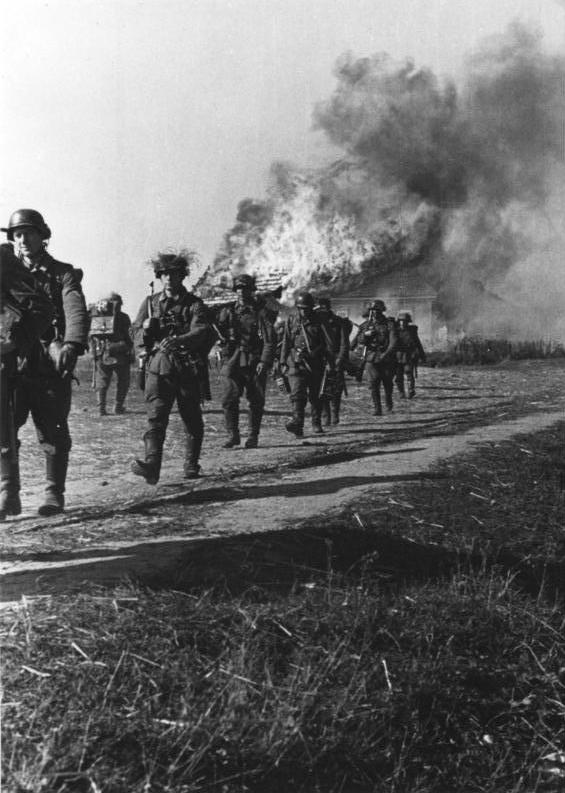
Des soldats allemands défilent devant une maison en feu en Ukraine soviétique, en octobre 1941.

Sept jours avant l'invasion, un espion soviétique à Berlin, membre du réseau d'espionnage Rote Kapelle, avertit Staline que le mouvement des divisions allemandes vers les frontières ont pour objectif l'attaque du territoire. Cinq jours avant l'attaque, Staline reçoit un rapport d'un espion du ministère allemand de l'Air selon lequel « tous les préparatifs de l'Allemagne pour une attaque armée contre l'Union soviétique sont terminés et le coup peut être attendu à tout moment». En marge, Staline écrit au commissaire du peuple à la sécurité de l'État : « vous pouvez envoyer votre 'source' du siège de l'aviation allemande à sa mère. Ce n'est pas une 'source' mais un dezinformator». Bien qu'ayant renforcé les forces frontalières soviétiques à l'ouest pour atteindre jusqu'à 2,7 millions d'hommes en leur ordonnant de s'attendre à une éventuelle invasion allemande, Staline ne met pas en place une mobilisation à grande échelle des forces pour se préparer à une attaque. Il estime qu'une mobilisation pourrait inciter Hitler à lancer prématurément sa campagne contre l'URSS, que Staline voulait retarder jusqu'en 1942, le temps de renforcer les forces soviétiques.
Dans les premières heures qui suivent le début de l'attaque allemande, Staline hésite, voulant s'assurer que l'attaque allemande est bien commanditée par Hitler, plutôt que par l'action non autorisée d'un général voyou. Les récits de Nikita Khrouchtchev et d'Anastase Mikoïan affirment qu'après l'invasion, Staline s'est retiré dans sa datcha avec désespoir pendant plusieurs jours en ne participant pas aux décisions de leadership. Mais, certaines preuves documentaires d'ordres donnés par Staline contredisent ces récits, amenant des historiens tels que Roberts à spéculer que le récit de Khrouchtchev est inexact.
Cependant, il n'est pas douteux que Staline ne s'est pas manifesté publiquement pendant les jours qui ont suivi le déclenchement de l'invasion, chargeant Molotov de lire un texte à la radio le 22 juin. De plus, le 29 juin, pour la première fois, aucune réunion n'était programmée au bureau de Staline au Kremlin. Molotov prend l'initiative de se rendre le 30 juin dans la datcha de Staline à Kountsevo avec Béria, Malenkov, Vorochilov, Mikoïan et Voznessenski et propose de concentrer le pouvoir entre 5 membres, Staline à sa tête, Molotov, Béria, Malenkov et Vorochilov dans un Comité d'État à la Défense (GKO). Staline donne son accord et lance le 3 juillet à la radio un appel au peuple soviétique.
Staline s'arroge rapidement le titre de maréchal de l'Union soviétique, alors le plus haut grade militaire du pays et commandant en chef suprême des forces armées soviétiques, en plus d'être premier ministre et secrétaire général du Parti communiste de l'Union soviétique au pouvoir, ce qui en fait le chef de la nation, ainsi que le commissaire du peuple à la défense (l'équivalent du secrétaire américain à la Guerre de l'époque et du ministre britannique de la Défense), il forme le Comité d'État à la Défense pour coordonner les opérations militaires avec lui-même également en tant que président. Il préside également la Stavka, la plus haute organisation de défense du pays. Pendant ce temps, le maréchal Gueorgui Joukov est nommé commandant en chef adjoint des forces armées soviétiques.

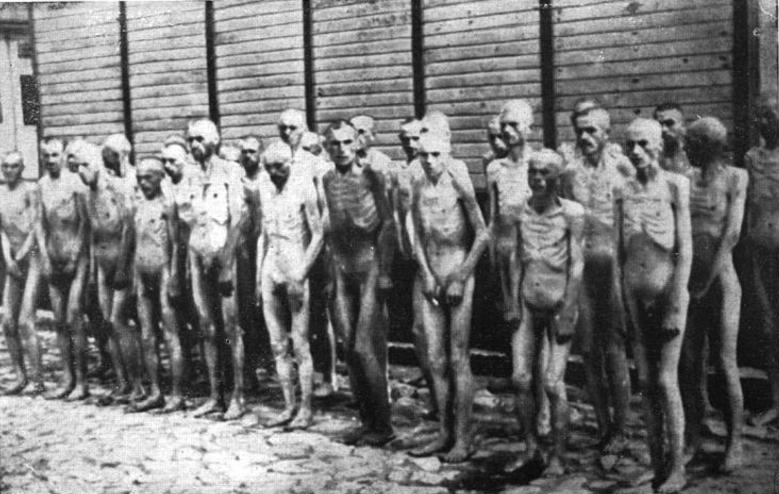
Prisonniers de guerre soviétiques affamés dans le camp de concentration nazi de Mauthausen.

Au cours des trois premières semaines de l'invasion, alors que l'Union soviétique tente de se défendre contre les grandes avancées allemandes, elle perd 750 000 hommes, 10 000 chars et 4 000 avions. En juillet 1941, Staline réorganise complètement l'armée soviétique, se plaçant directement à la tête de plusieurs organisations militaires. Cela lui assure le contrôle complet de tout l'effort de guerre de son pays ; aucun autre leader n'a de pouvoirs semblables au cours de la Seconde Guerre mondiale.
Un schéma émerge rapidement, où il s'agit d'embrasser la stratégie de l'Armée rouge consistant à mener de multiples offensives, tandis que les Allemands envahissent chacune des petites zones nouvellement acquises, provoquant de lourdes pertes côté soviétique. L'exemple le plus notable demeure la bataille de Kiev, où plus de 600 000 soldats soviétiques sont rapidement tués, capturés ou portés disparus.
À la fin de 1941, les pertes soviétiques s'élèvent à 4,3 millions et les Allemands ont fait 3,0 millions de prisonniers, dont 2,0 millions moururent en captivité en février 1942. Les forces allemandes avaient avancé d'environ 1 700 kilomètres, maintenant un front mesuré linéairement de 3 000 kilomètres. L'Armée rouge opposa une résistance féroce au début de la guerre. Même ainsi, selon Glantz, ils étaient en proie à une doctrine de défense inefficace contre des forces allemandes bien entraînées et expérimentées, malgré la possession d'équipements soviétiques modernes, tels que les chars KV-1 et T-34.

## Arrêt de l'avancée allemande
Alors que les Allemands font d'énormes progrès en 1941, tuant des millions de soldats soviétiques, l'Armée rouge sous la direction de Staline dirige des ressources considérables pour empêcher les Allemands d'atteindre l'un de leurs objectifs stratégiques clés, la tentative de capture de Leningrad. Ils tiendront la ville au prix de plus d'un million de soldats soviétiques dans la région et de plus d'un million de civils, dont beaucoup sont morts de faim.
Alors que les Allemands continuent leur avance, Staline est confiant dans une éventuelle victoire des Alliés sur l'Allemagne. En septembre 1941, Staline déclare aux diplomates britanniques qu'il souhaite deux accords : (1) un pacte d'assistance/d'aide mutuelle et (2) une reconnaissance qu'après la guerre, l'Union soviétique s'accorderait le gain de territoires dans les pays conquis en vertu de sa division de l'Europe de l'Est avec Hitler lors du pacte Molotov-Ribbentrop. Les Britanniques acceptent l'aide mais refusent le second accord, que Staline dut accepter quelques mois plus tard car la situation militaire s'était quelque peu détériorée à la mi-1942. Le 6 novembre 1941, Staline rallie ses généraux dans un discours prononcé à l'abri à Moscou, leur affirmant que la tactique blitzkrieg allemande échouera en raison des faiblesses du front arrière allemand dans l'Europe occupée par les nazis, de la sous-estimation de la force de l'Armée rouge, et que l'effort de guerre allemand s'effondrera contre le « moteur de guerre » anglo-américano-soviétique.
Calculant correctement qu'Hitler dirigerait ses efforts pour capturer Moscou, Staline concentre ses forces pour défendre la ville, y compris de nombreuses divisions transférées des secteurs orientaux soviétiques après avoir déterminé que le Japon ne tenterait pas une attaque dans ces régions. En décembre, les troupes d'Hitler avaient avancé à moins de 25 kilomètres du Kremlin à Moscou. Le 5 décembre, les Soviétiques lancent une contre-offensive, repoussant les troupes allemandes sur près de 80 kilomètres dans ce qui sera la première défaite majeure de la Wehrmacht dans la guerre.

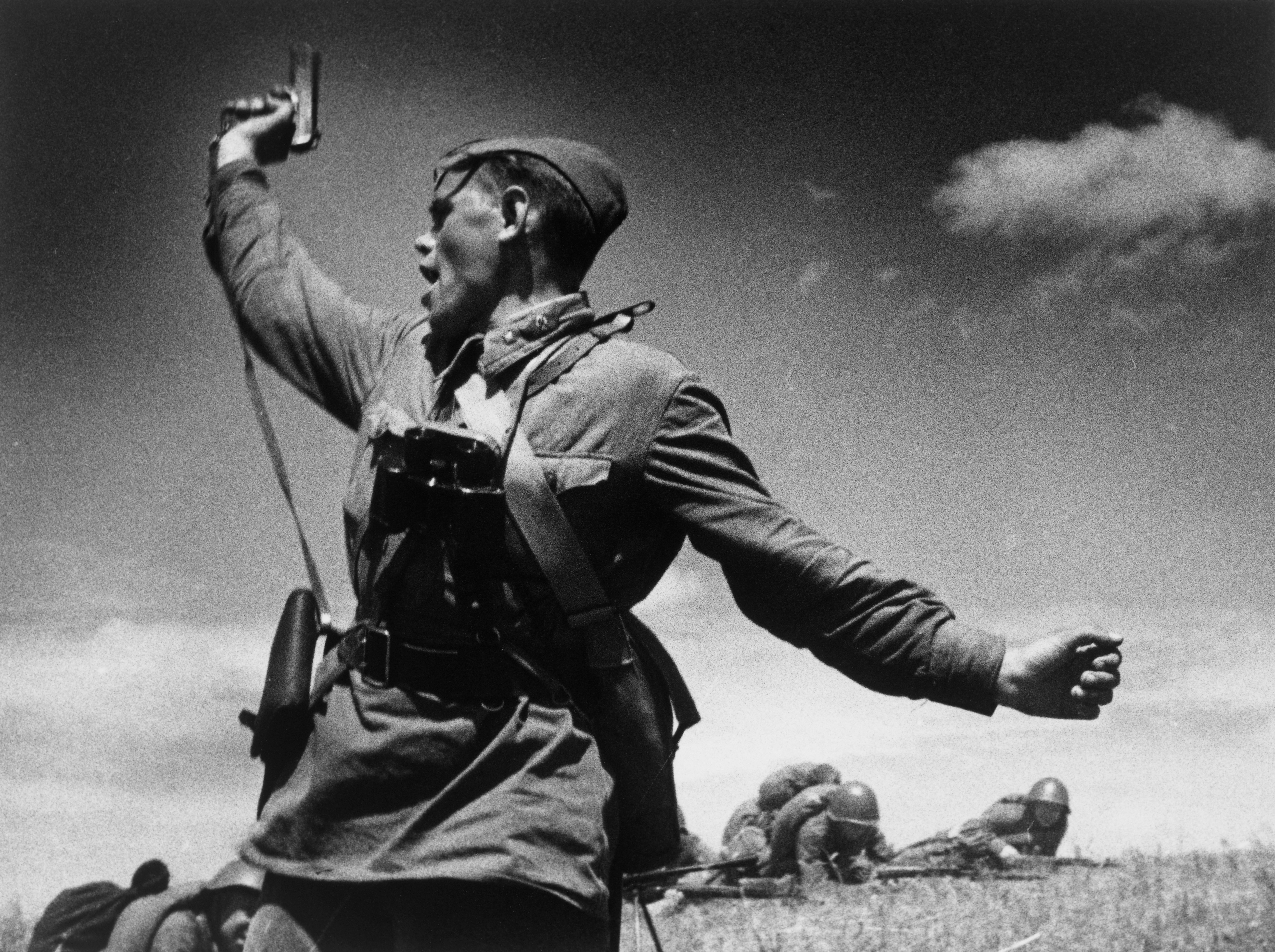
Photo emblématique d'un officier soviétique (qui serait l'Ukrainien Alexei Yeryomenko) menant ses soldats au combat contre l'armée d'invasion allemande, le 12 juillet 1942, en Ukraine soviétique.

Au début de 1942, les Soviétiques lancent une série d'offensives intitulées « Premières offensives stratégiques de Staline ». Cependant la contre-offensive s'enlise en partie à cause de la boue de la pluie au printemps 1942. La tentative de reprise de Kharkov en Ukraine s'achève par l'encerclement désastreux des forces soviétiques, avec plus de 200 000 pertes côté soviétique. Staline attaquera la compétence des généraux impliqués. Le général Gueorgui Joukov et d'autres ont par la suite révélé que certains de ces généraux avaient souhaité rester dans une position défensive dans la région, mais Staline et d'autres avaient poussé à l'offensive. Certains historiens ont mis en doute le récit de Joukov.

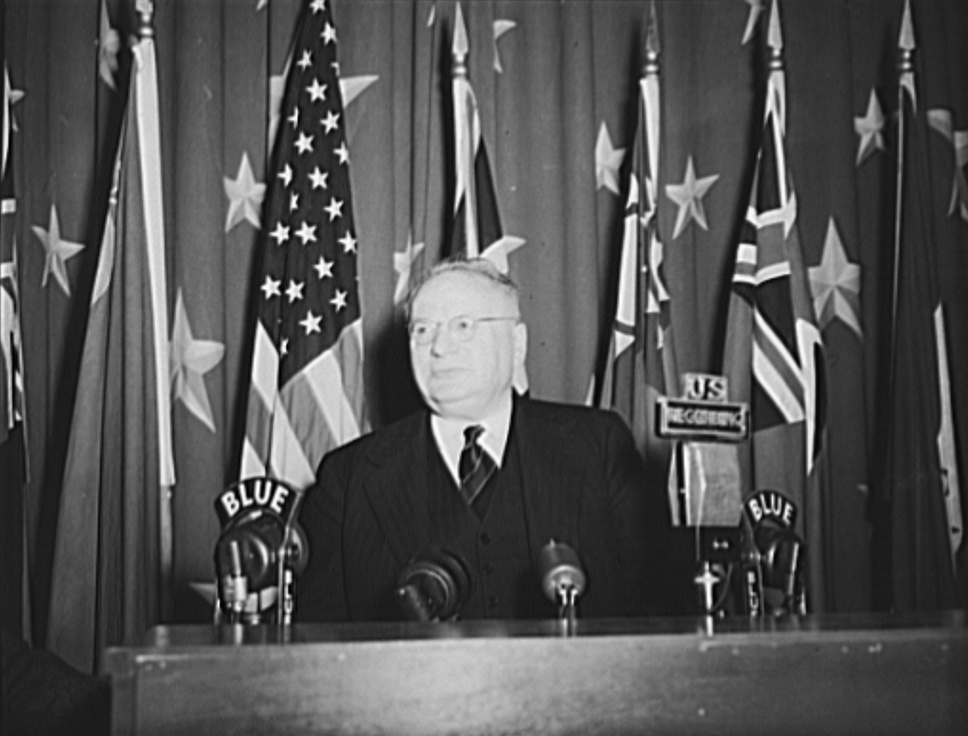
Maxime Litvinov, ambassadeur soviétique aux États-Unis.

Dans le même temps, Hitler s'inquiétait du soutien populaire américain après l'entrée en guerre des États-Unis à la suite de l'attaque de Pearl Harbor, et d'une éventuelle invasion anglo-américaine sur le front occidental en 1942 (qui ne se produisit qu'à l'été 1944). Il changea donc son objectif principal, passant d'une victoire immédiate à l'Est à l'objectif à plus long terme de sécuriser le sud de l'Union soviétique afin de protéger les champs pétrolifères essentiels à l'effort de guerre allemand à long terme. Alors que les généraux de l'Armée rouge jugent correctement les preuves qu'Hitler déplacera ses efforts vers le sud, Staline pense qu'il s'agit d'un mouvement d'accompagnement dans la tentative allemande de prise de Moscou.
La campagne allemande du sud débute par une poussée pour la capture de la Crimée, qui s'achève par un désastre pour l'Armée rouge. Staline critique publiquement le leadership de ses généraux. Dans leurs campagnes au sud, les Allemands font 625 000 prisonniers soviétiques rien qu'en juillet et août 1942. Au même moment, lors d'une réunion à Moscou, Churchill déclare en privé à Staline que les Britanniques et les Américains n'étaient pas encore prêts à effectuer un débarquement amphibie contre une côte française fortifiée tenue par les nazis en 1942, et qu'ils dirigeraient leurs efforts vers l'invasion de l'Afrique du Nord. Il promettra cependant une campagne de bombardements stratégiques massifs, incluant des cibles civiles allemandes.
Estimant les Russes « finis », les Allemands débutent une autre opération dans le sud à l'automne 1942, la bataille de Stalingrad. Hitler insiste pour diviser les forces allemandes du sud pour mettre en place deux opérations simultanées : le siège de Stalingrad et une offensive contre Bakou sur la mer Caspienne. Staline ordonne à ses généraux de ne ménager aucun effort pour défendre Stalingrad. Bien qu'ayant fait plus de 2 millions de victimes à Stalingrad, leur victoire sur les forces allemandes, y compris l'encerclement de 290 000 soldats de l'Axe, marque un tournant dans la guerre.
Moins d'un an après l'opération Barbarossa, Staline rouvre les églises de l'Union soviétique, voulant peut-être motiver la majorité de la population ayant des croyances chrétiennes. En changeant la politique officielle du parti et de l'État envers la religion, il peut engager l'Église et son clergé dans la mobilisation de l'effort de guerre. Le 4 septembre 1943, Staline invite les métropolites Serge, Alexis et Nikolay au Kremlin. Il propose de rétablir le patriarcat de Moscou, suspendu depuis 1925, et d'élire le patriarche. Le 8 septembre 1943, le métropolite Serge est élu patriarche. Un conte[Qui ?] dit que le revirement de Staline a suivi un signe qu'il aurait reçu du ciel.

## LeFrontoviki
Plus de 75 % des divisions de l'Armée rouge étaient répertoriées comme des « divisions de fusiliers » (comme les divisions d'infanterie notoires dans l'Armée rouge). Dans l'armée impériale russe, les divisions strelkovye (fusiliers) étaient considérées comme plus prestigieux par rapport aux divisions pekhotnye (infanterie), et dans l'Armée rouge, toutes les divisions d'infanterie étaient étiquetées comme des divisions strelkovye. Le carabinier soviétique était connu sous le nom de peshkom (« à pied ») ou plus fréquemment de frontovik (russe : фронтовик — combattant du front ; pluriel russe : фронтовики — frontoviki). Le terme frontovik n'était pas équivalent au terme allemand Landser, à l'américain GI Joe ou au britannique Tommy Atkins, qui faisaient tous référence aux soldats en général, car le terme frontovik ne s'appliquait qu'aux fantassins qui combattaient au front. Tous les hommes valides en Union soviétique sont devenus éligibles à la conscription à l'âge de 19 ans — ceux fréquentant une université ou une école technique ont pu échapper à la conscription, pouvant même reporter leur service militaire pour une période allant de 3 mois à un an. Les ajournements ne pouvaient être offerts que trois fois. L'Union soviétique comprenait 20 districts militaires, correspondant aux frontières des oblasts, divisés en raions (comtés). Les raions avaient assigné des quotas spécifiant le nombre d'hommes qu'ils devaient produire pour l'Armée rouge chaque année. La grande majorité des frontoviks étaient nés dans les années 1920 et avaient grandi en ne connaissant rien d'autre que le système soviétique. Chaque année, les hommes recevaient par la poste des avis de convocation les informant de se présenter à un point de collecte, généralement une école locale, et se présentaient généralement en service avec un sac ou une valise contenant des vêtements de rechange, des sous-vêtements et du tabac. Les conscrits sont ensuite transportés par trains jusqu'à un centre d'accueil militaire où ils reçoivent des uniformes, subissent un test physique après s'être faits raser la tête, finissant par un bain de vapeur pour les débarrasser des poux. Un soldat typique reçoit des pochettes de munitions, une cape-abri, un sac de rationnement, une marmite, une bouteille d'eau et un tube d'identité contenant des papiers énumérant des informations personnelles pertinentes.

Pendant l'entraînement, les conscrits se réveillent entre 5 et 6 heures le matin ; la formation dure de 10 à 12 heures — six jours par semaine. Une grande partie de la formation se fait par cœur et consiste en une instruction. Avant 1941, l'entraînement durait six mois, mais après la guerre, l'entraînement est réduit à quelques semaines. Après avoir terminé l'entraînement, tous les hommes doivent prêter le serment de l'Armée rouge :
______, citoyen de l'Union des Républiques socialistes soviétiques, entrant dans les rangs de l'Armée rouge des travailleurs et des paysans, prête ce serment et promet solennellement d'être un combattant honnête, courageux, discipliné, vigilant, résolu à protéger les militaires et secrets d'État, et d'obéir inconditionnellement à tous les règlements et ordres militaires des commandants et supérieurs. Je promets d'étudier consciencieusement les affaires militaires, de protéger par tous les moyens les secrets d'État et les biens de l'État, et jusqu'à mon dernier souffle d'être fidèle au peuple, à la patrie soviétique et au gouvernement ouvrier-paysan. Je suis toujours prêt, sur ordre du gouvernement ouvrier et paysan, à prendre la défense de ma patrie, l'Union des Républiques socialistes soviétiques ; et en tant que combattant de l'Armée rouge des ouvriers et des paysans, je promets de la défendre bravement, habilement, avec dignité et honneur, n'épargnant ni mon sang ni ma vie elle-même pour remporter une victoire totale sur nos ennemis. Si, par de mauvaises intentions, je violais ce serment solennel, alors que la punition sévère de la loi soviétique et la haine et le mépris total des classes ouvrières m'atteignent.
Les tactiques sont basées sur le manuel d'entraînement de 1936 et sur l'édition révisée de 1942. Les mouvements des petites unités et la manière de construire des positions défensives sont présentés d'une manière facile à comprendre et à mémoriser. Les manuels ont force de loi et les violations des manuels comptent comme des infractions légales. Dans la tactique soviétique, les pelotons attaquaient toujours de la même manière - les pelotons étant généralement divisés en quatre sections occupant environ 100 mètres en moyenne. La seule formation complexe est la formation en diamant — avec une section avançant, deux derrière et une à l'arrière. Contrairement à la Wehrmacht, l'Armée rouge ne s'est pas engagée dans le saut de sections avec une section fournissant un appui-feu aux sections qui avançaient : au lieu de cela, toutes les sections et pelotons ont attaqué en masse. L'autre seule variation repose dans les sections "s'infiltrant" dans une position par infiltration.

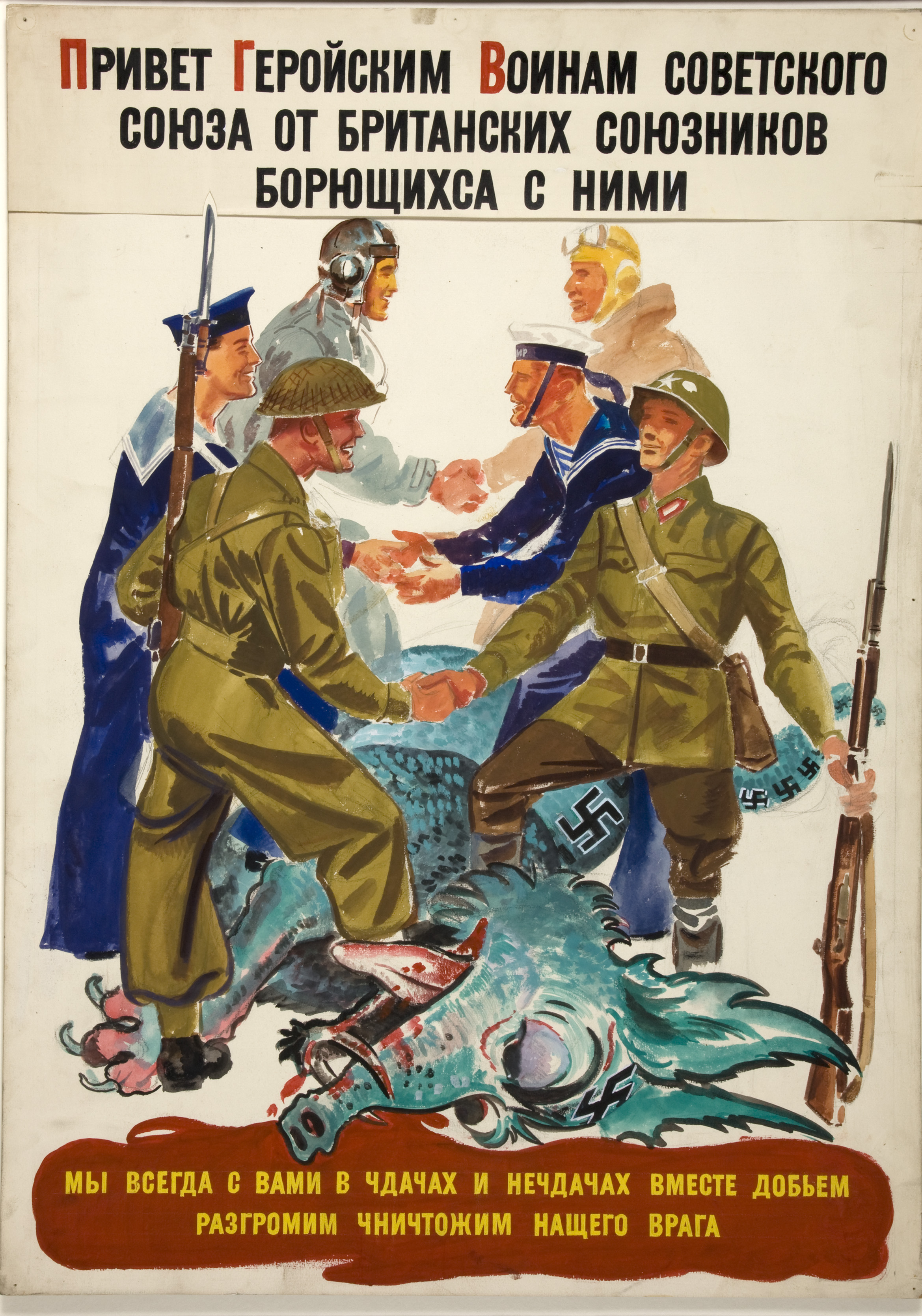
Affiche de propagande montrant des militaires britanniques et soviétiques sur le corps d'un dragon à croix gammée.

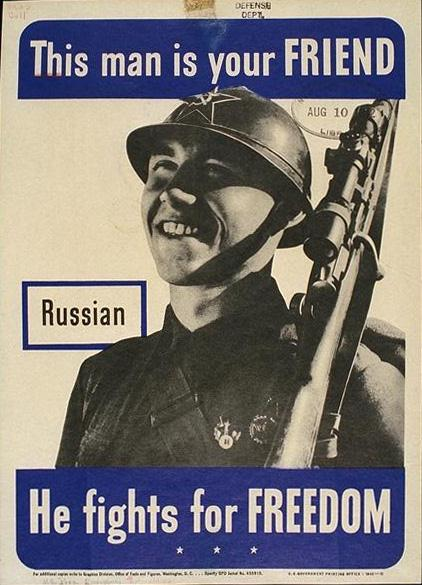
Affiche conçue par les Alliés pendant la Seconde Guerre mondiale montrant le soldat soviétique comme un ami.

Quand la commande Na shturm, marshch! (Assaut, marche !) était donné, l'infanterie soviétique chargerait l'ennemi en criant le cri de guerre traditionnel russe Urra ! (russe : ура !, prononcé oo-rah), dont de nombreux vétérans allemands trouvaient le son terrifiant. Pendant la charge, les fusiliers tiraient avec des fusils et des mitraillettes tout en lançant des grenades avant de se rapprocher pour le blizhnii boi (russe : ближний бой) — combat rapproché — avec des fusils, des baïonnettes, des crosses, des couteaux, des outils de creusement et des poings, un type de combat dans lequel l'Armée rouge excellait. Sur la défensive, les frontoviki étaient réputés pour leur habileté à camoufler leurs positions et pour leur discipline à retenir le feu jusqu'à ce que les forces de l'Axe soient à courte portée. Avant 1941, la doctrine de l'Armée rouge prévoyait d'ouvrir le feu à portée maximale, mais l'expérience a rapidement appris les avantages de tendre une embuscade à l'ennemi avec des tirs surprises à courte portée à partir de plusieurs positions.
Le frontovik typique pendant la guerre était un Russe ethnique âgé de 19 à 24 ans avec une taille moyenne d'1,68 mètre. La plupart des hommes étaient rasés pour éviter les poux et les rares qui faisaient pousser leurs cheveux les gardaient très courts. L'historien américain Gordon Rottman décrit les uniformes comme « simples et fonctionnels ». Au combat, les hommes portaient des casques brun olive ou la pilotka (casquette latérale). Les officiers portaient un shlem (casque) ou une furazhka (russe : фуражка — casquette à visière), un chapeau de service rond avec une visière noire et une étoile rouge. Rottman décrit les armements soviétiques comme «... connu pour leur simplicité, leur robustesse et leur fiabilité générale». Le fusil standard, un Mosin-Nagant 7,62 mm M 1891/30, bien que lourd, est une arme efficace qui n'est pas affectée par le froid. Chaque section de fusiliers dispose d'une ou deux mitrailleuses légères de 7,62 mm de type Degtyaryov DP pour fournir un appui-feu. En 1944, un frontoviki sur quatre était armé du PPSh-41 de 7,62 mm (Pistolet-pulemet Shapagina), un type de pistolet mitrailleur connu comme une « arme robuste et fiable », bien que quelque peu sous-alimenté.
Le frontovik transportait généralement tout ce qu'il disposait dans un simple sac. La plupart des frontoviki ont un perevyazochny paket (paquet de pansement), un rasoir, une pelle et certains chanceux emportaient une serviette et une brosse à dents. Le dentifrice, le shampoing et le savon se font extrêmement rares. Habituellement, des bâtons aux extrémités mâchées sont utilisés pour se brosser les dents. Pour les besoins des soldats, des fosses de latrines sont creusées, car les toilettes portables sont exceptionnelles dans l'Armée rouge. Les soldats dorment souvent dehors, même pendant l'hiver. L'apport de nourriture est généralement catastrophique et souvent insuffisant, surtout en 1941 et 1942. Les frontoviki détestaient les troupes d'arrière-service qui n'affrontaient pas les dangers du combat comme les krysy (russe : крысы — les rats ; singulier : russe : крыса). Le frontovik se nourrit de pain de seigle noir ; viandes en conserve comme le poisson et la tushonka (porc cuit) ; shchi (soupe aux choux) et kasha (bouillie). Le kasha et le shchi sont si courants qu'un slogan populaire naît au sein de l'Armée rouge « shchi da kasha, pisha nasha » (« shchi et kasha, c'est notre tarif »). Le chaï ( russe : чай — thé chaud sucré) est une boisson extrêmement populaire, avec la bière et la vodka. Le makhorka, un type de tabac bon marché roulé dans des cigarettes faites à la main, est la norme pour un fumeur.
Rottmann qualifie les soins médicaux de « marginaux ». Face à la pénurie de médecins, de matériel médical et de médicaments, l'on constate une mortalité élevée des blessés agonisant dans d'immenses souffrances. La morphine était inconnue dans l'Armée rouge. La plupart des soldats de l'Armée rouge ne reçurent aucun vaccin préventif et les maladies devinrent des problèmes majeurs — avec le paludisme, la pneumonie, la diphtérie, la tuberculose, le typhus, la dysenterie et la méningite en particulier, rendant régulièrement malades les hommes de l'Armée rouge. En hiver, les engelures envoyaient souvent des soldats à l'infirmerie, tandis qu'au printemps et en automne, les pluies faisaient du pied de tranchée une maladie courante. Disposant d'un jour de paie une fois par mois, les frontoviki ne recevaient la plupart du temps aucun salaire. Tous les soldats étaient exonérés d'impôts. En 1943, un soldat était payé 600 roubles par mois, un caporal 1 000 roubles, un sergent subalterne 2 000 roubles et un sergent 3 000 roubles. Une rémunération spéciale est versée à ceux servant dans les unités de la Garde, les chars et les unités antichars, aux parachutistes et à ceux décorés pour leur bravoure au combat. Les unités qui se distinguaient grandement au combat portaient le préfixe « Garde » (russe : Гвардии) préfixé à leur titre d'unité, un titre de grand respect et d'honneur leur apportant un meilleur salaire et des rations. Dans l'armée impériale russe, l'élite a toujours été les régiments de la Garde impériale, et le titre « de la Garde » lorsqu'il est appliqué à une unité militaire en Russie a encore une connotation élitiste.
La discipline étant intransigeante, une désertion ou une simple retraite sans ordre est passible d’exécution. Pour maintenir le moral, les hommes sont souvent divertis avec des films projetés sur des écrans extérieurs, avec des troupes musicales jouant de la musique, chantant et dansant. La balalaïka  —  considérée comme un « instrument national » russe  —  fait souvent partie du divertissement. Le régime soviétique soutient l’inexistence du sexe, et aucune publication officielle ne faisait référence à des questions sexuelles. Après l’exécution de l'héroïne partisane de 18 ans Zoïa Kosmodemianskaïa (29 novembre 1941) par les Allemands, la photo de son cadavre fit sensation lors de sa publication au début de 1942 car celle-ci la montrait seins nus, ce qui suscita un grand intérêt lascif. Contrairement aux armées allemande et française, l'Armée rouge n'avait pas de système de bordels de campagne et les frontoviki ne recevaient pas de préservatifs contrairement aux hommes des armées britannique et américaine. Les maladies vénériennes étaient un problème majeur et les soldats touchés étaient sévèrement punis s'ils étaient découverts. Les viols généralisés commis par l'Armée rouge lors de son entrée en Allemagne n'avaient pas grand-chose à voir avec le désir sexuel, mais se caractérisaient par des actes de pouvoir, selon les mots de Rottman « la forme la plus basse de vengeance et d'humiliation que les soldats puissent infliger aux Allemands». C'est une pratique courante pour les officiers de prendre des « femmes de campagne » ou PPZh (russe : походно-полевые жены), considérées parfois comme les maîtresses des officiers, peu importe ce qu'elles ressentaient à ce sujet. Les « femmes de campagne » étaient souvent des infirmières, des signaleurs et des commis qui portaient un béret noir. Bien que forcées de devenir concubines d'officiers, elles étaient majoritairement détestées par les frontoviki, qui considéraient les « femmes de campagne » comme pratiquante de sexe pour bénéficier d'avantages plus favorables. L'écrivain Vassili Grossman est consterné par le fait que certains abusaient ouvertement de leur position hiérarchique pour obtenir des faveurs sexuelles. Il considère ce phénomène comme le « grand pêché de l'Armée rouge ». Il note également des remarques typiques sur les « femmes de campagne » en 1942 : « Où est le général ? » [quelqu'un demande]. « En train de coucher avec sa pute. » Et ces filles avaient jadis voulu être 'Tanya', ou Zoïa Kosmodemianskaïa.
Les frontoviki devaient vivre, combattre et parfois mourir dans de petites excavations circulaires creusés dans la terre avec assez de place pour un ou deux hommes. Des tranchées fendues reliaient ce que les Allemands appelaient des « trous russes ». Les soldats ne recevaient généralement pas de couvertures ou de sacs de couchage, même en hiver. C'est dans ce confort rudimentaire qu'ils devaient  dormir dans leurs manteaux et leurs capes-abris, généralement sur du pin, des aiguilles à feuilles persistantes, des branches de sapin, des feuilles empilées ou de la paille. En hiver, la température peut descendre jusqu'à -50°C, faisant du General Moroz (général du Gel) un ennemi redoutable autant que les Allemands. Le printemps qui débute en avril provoque d'intenses pluies mélangées à la fonte des neiges, transformant les champs de bataille en un bourbier boueux. Les étés sont poussiéreux et chauds tandis qu'avec l'automne arrive la rasputitsa (« saison des mauvaises routes ») alors que les fortes pluies d'automne transforment à nouveau les champs de bataille en bourbiers boueux donnant aux pluies printanières un aspect moins farouche en comparaison.
L'Union soviétique comprenait plus de 150 langues et dialectes différents, mais les Russes constituaient la majorité de l'Armée rouge et le russe était la langue de commandement. L'Armée rouge avait très peu d'unités ethniques, car la politique sliianie primait (russe : слияние) dans laquelle les hommes des groupes non russes sont affectés à des unités à majorité russe. Les quelques exceptions dérogeant à cette règle comprennent les unités cosaques et les troupes des États baltes d'Estonie, de Lettonie et de Lituanie, qui sont cependant peu nombreuses. L'expérience du combat avait tendance à lier les hommes entre eux quelle que soit leur langue ou leur origine ethnique, un vétéran soviétique se souvenant : « Nous saignions tous du même sang». Malgré une histoire d'antisémitisme en Russie, les vétérans juifs servant dans les unités frontovik firent rarement l'objet de discrimination au sein de l'armée, rappelant plutôt un sentiment d'appartenance. Au cours des six premiers mois de l'opération Barbarossa, la Wehrmacht et les SS prévoient l'exécution systématique des commissaires politiques. Les Juifs servant dans l'Armée rouge faits prisonniers par les forces allemandes ont également été malmenés,,. Pendant la guerre, les autorités soviétiques ont atténué la propagande pro-athée et les prêtres orthodoxes de l'Est ont béni les unités allant au combat, bien que les aumôniers n'aient pas été autorisés. Les musulmans d'Asie centrale, du Caucase, de la Volga et de Crimée ont été autorisés à pratiquer leur religion discrètement, bien que  —  comme pour les orthodoxes de l'Est  —  aucun aumônier n'ait été autorisé. La plupart des soldats portaient des talismans porte-bonheur. Malgré l'athéisme soviétique officiel, de nombreux soldats portaient des croix autour du cou et se signaient à la manière traditionnelle orthodoxe orientale avant d'aller au combat, à travers l'historienne britannique Catherine Merridale qui interprète ces actions comme des gestes plus « totémiques » destinés à assurer la chance plutôt que comme des expressions de la « vraie » foi. L'un des talismans les plus populaires est le poème Attends-moi de Konstantin Simonov, qu'il écrit en octobre 1941 pour sa fiancée Valentina Serova. La popularité du poème est telle que presque tous les Russes ethniques de l'Armée rouge connaissent le poème par cœur, et en portent une copie — ainsi que des photographies de leurs petites amies ou épouses à la maison — pour refléter leur désir de retourner aux côtés de leurs êtres chers.
Le « travail politique » mené par les politruks et kommissars prend une partie du temps libre des soldats, au moins une heure par jour est réservé à l'endoctrinement politique du monde communiste pour les soldats n'étant pas engagés sur le front. Le terme nazi n'est jamais utilisé pour décrire l'ennemi, comme celui-ci était un acronyme de Deutsche Arbeiterpartei National-Sozialistische (Parti national-socialiste des travailleurs allemands). Les politruks et kommissars mènent une campagne de communication pour expliquer pourquoi l'ennemi se faisait appeler « socialistes nationaux », sans confusion pour les frontoviki.
Les termes utilisés pour les désigner sont les « fascistes », Gitleritsy (Hitlérites — la langue russe n'a pas de son « H »), Germanskii et nemetskiye (russe : немецкие — un terme russe péjoratif pour les Allemands). Les commissaires ont le devoir de surveiller les officiers de l'Armée rouge pour tout signe de déloyauté et doivent maintenir un réseau d'informateurs connus sous le nom de seksots (russe : сексоты — collaborateurs secrets) au sein de leurs rangs. En octobre 1942, le système de double commandement, qui datait de la guerre civile russe, et dans lequel les officiers partageaient l'autorité avec les commissaires, est aboli — désormais seuls les officiers ont le pouvoir de commandement. De nombreux commissaires après le décret 307 de Staline du 9 octobre 1942 ont été choqués de constater à quel point les officiers et les hommes les détestaient. Les commissaires deviennent désormais les politruks ou commandants adjoints pour les affaires politiques. Les politruks ne détiennent plus le pouvoir de commandement, mais évaluent toujours à la fois les officiers et les hommes pour leur loyauté politique, effectuent un endoctrinement politique et ont le pouvoir d'ordonner des exécutions sommaires de toute personne soupçonnée de lâcheté ou de trahison. De telles exécutions sont connues sous le nom de devyat gram (neuf grammes — une référence au poids d'une balle), pustit v rakhod (dépenser quelqu'un) ou vyshka (une forme abrégée de vysshaya mera nakazanija — peine extrême). Malgré ces pouvoirs redoutables, de nombreux frontoviki méprisent souvent ouvertement les politruks s'ils sont soumis à des conférences excessivement longues et ennuyeuses sur les subtilités du marxisme-léninisme, et les officiers ont tendance à gagner des conflits avec les poltitruks alors que le mérite militaire commence à compter davantage lors de la Grande Guerre patriotique plutôt  que le zèle politique. Les relations entre les officiers et les hommes sont généralement bonnes, les officiers subalternes en particulier étant considérés comme des soratniki (camarades d'armes) car ils vivent dans les mêmes conditions et font face aux mêmes dangers que les frontoviki. Les officiers ne détiennent généralement qu'un diplôme d'études secondaires  —  très peu étaient allés à l'université  —  et venant du même milieu social que leurs hommes, s'assurent qu'ils peuvent s'identifier à eux. Les frontoviki s'adressent généralement à leurs commandants de compagnie sous le surnom Batya (père).

## Poussée soviétique vers l'Allemagne

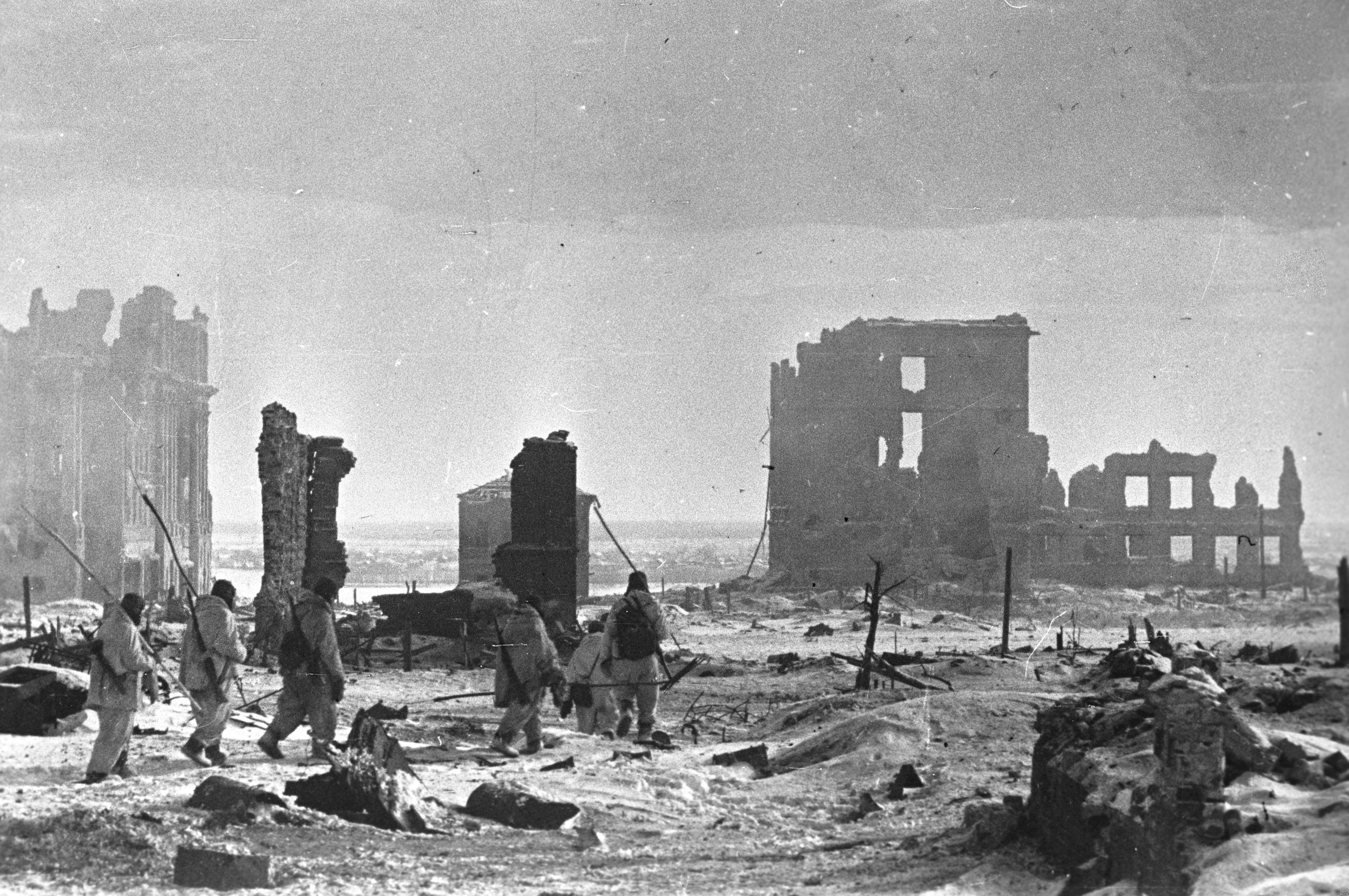
Le centre de Stalingrad après sa libération en 1943.

Les Soviétiques parviennent à repousser l'importante campagne stratégique allemande du sud et, bien qu'ayant perdu 2,5 millions hommes dans cet effort, cela leur permet de prendre l'offensive pendant la majeure partie du reste de la guerre sur le front de l'Est.

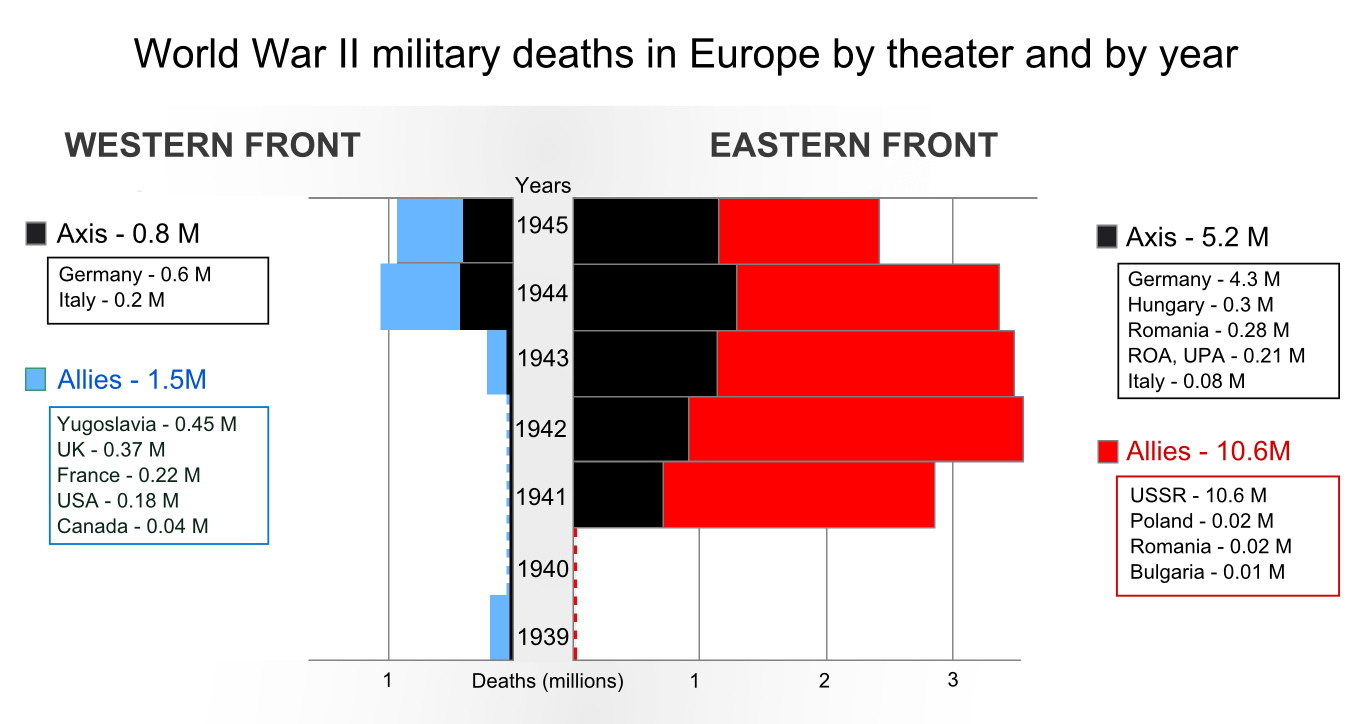
Pertes humaines militaires de la Seconde Guerre mondiale en Europe par théâtre et par année. Les forces armées allemandes ont subi 80 % de ses morts militaires sur le front de l'Est.

Staline a personnellement dit à un général polonais demandant des informations sur les officiers polonais disparus que ceux-ci avaient été libérés, tous ne pouvant pas être répertoriés car les Soviétiques avaient « perdu leur trace » en Mandchourie,,. Après la découverte de la fosse commune par les cheminots polonais, les nazis utilisèrent le massacre pour tenter de creuser un fossé entre Staline et les autres Alliés, notamment en faisant appel à une commission européenne d'enquêteurs de douze pays pour examiner les charniers. En 1943, alors que les Soviétiques se préparent à reprendre la Pologne, l'URSS met en place une commission d'enquête présidée par un chirurgien de renom, Nikolaï Bourdenko : la « Commission spéciale pour la vérification et l'enquête sur l'exécution par les envahisseurs nazis des officiers polonais prisonniers de guerre dans le bois de Katyń ». Cette commission attribue la responsabilité des assassinats aux forces armées allemandes, en se fondant sur le fait, jamais contesté, « que les balles avec lesquelles les prisonniers polonais avaient été exécutés étaient de fabrication allemande »,. Les Soviétiques ne reconnaîtront leur responsabilité qu'en 1990.
En 1943, Staline cède à l'appel de ses généraux pour que l'Union soviétique adopte une position défensive en raison de pertes décevantes après Stalingrad, d'un manque de réserves pour des mesures offensives et d'une prédiction selon laquelle les Allemands attaqueront probablement ensuite un renflement du front soviétique à Koursk de telle sorte que les préparatifs défensifs dans cette zone utiliseront plus efficacement les ressources. Les Allemands tentent une attaque d'encerclement à Koursk, qui est repoussée avec succès par les Soviétiques après l'annulation de l'offensive par Hitler, en partie à cause de l'invasion alliée de la Sicile, bien que les Soviétiques aient plus de 800 000 victimes. Koursk marque également le début d'une période où Staline devient plus disposé à écouter les conseils de ses généraux.
À la fin de 1943, les Soviétiques occupent la moitié du territoire pris par les Allemands de 1941 à 1942. La production industrielle militaire soviétique a également considérablement augmenté de la fin de 1941 au début de 1943 après le déplacement des usines à l’extrême Est du front, à l'abri de l'invasion allemande et des attaques aériennes. La stratégie porte ses fruits, car de telles augmentations industrielles ont lieu même si les Allemands (à la fin de 1942) occupent encore plus de la moitié de la Russie européenne, soit environ 2 500 000 kilomètres carrés, dont 40 % (80 millions) de sa population vit sous occupation allemande. Les Soviétiques s'étaient également préparés à la guerre pendant plus d'une décennie, notamment en préparant 14 millions de civils avec une certaine formation militaire. En conséquence, alors que la quasi-totalité des 5 millions d'hommes engagés à la fin de 1941 avaient été tués, l'armée soviétique passe à 8 millions d'hommes en effectif à la fin de cette année. Malgré des pertes substantielles en 1942 bien supérieures aux pertes allemandes, la taille de l'Armée rouge augmente constamment, pour atteindre 11 millions. Bien qu'un débat substantiel se pose pour savoir si Staline a aidé ou entravé ces efforts industriels et de main-d'œuvre, il laisse la plupart des décisions de gestion économique en temps de guerre entre les mains de ses experts économiques. Alors que certains chercheurs prétendent que Staline a envisagé, et même tenté, de négocier la paix avec l'Allemagne en 1941 et 1942, d'autres trouvent ces preuves peu convaincantes et même fabriquées.

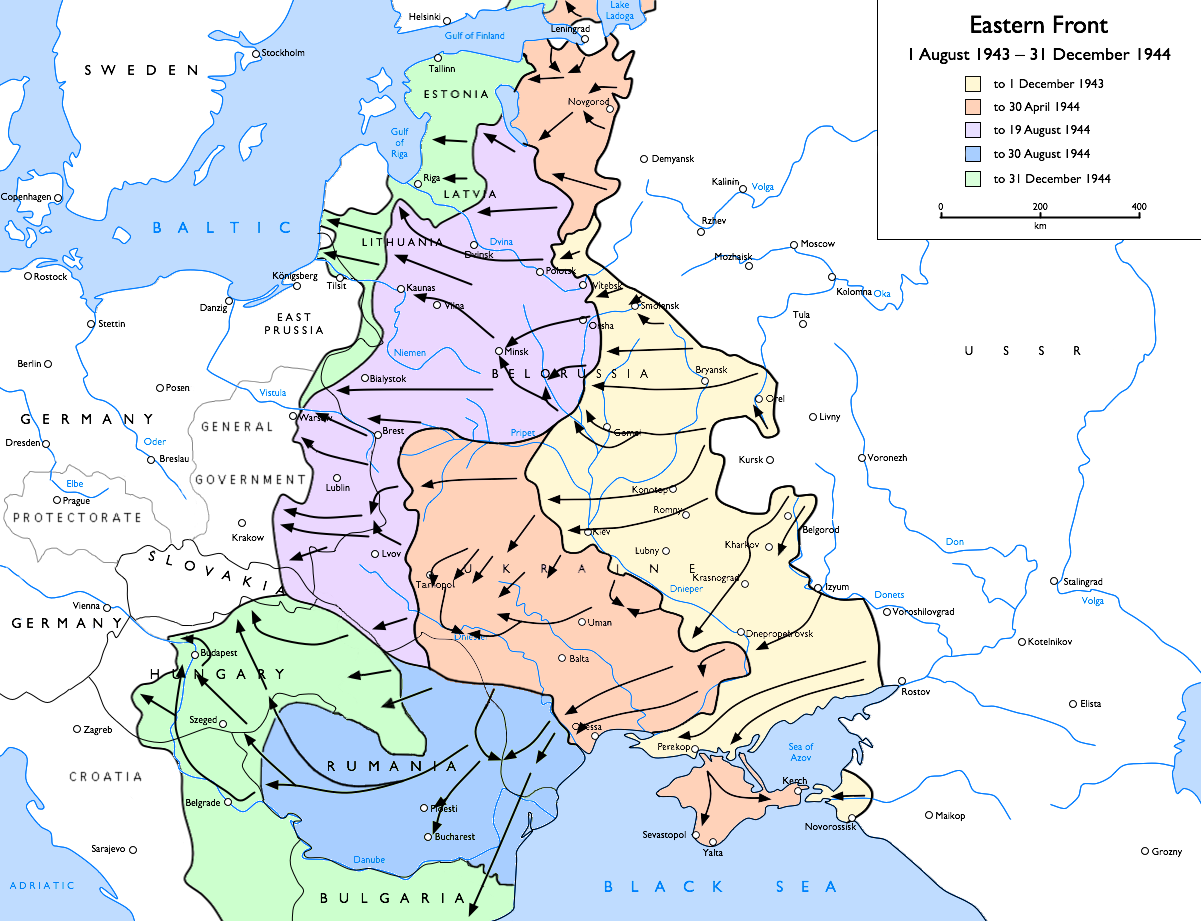
Avances soviétiques du 1er août 1943 au 31 décembre 1944 :
au 1er décembre 1943
au 30 avril 1944
au 19 août 1944
au 31 décembre 1944

En novembre 1943, Staline rencontre Churchill et Roosevelt à Téhéran. Roosevelt fait part à Staline la possibilité d'un redéploiement en Europe de l'Ouest de 30 à 40 divisions allemandes servant actuellement sur le front de l'Est, si la Grande-Bretagne et l'Amérique ouvrent un second front. Staline et Roosevelt s'entendent avec Churchill en soulignant l'importance d'une invasion trans-manche du nord de la France tenu par les Allemands, alors que Churchill avait toujours estimé que l'Allemagne était plus vulnérable dans le « ventre mou » de l'Italie (que les Alliés avait déjà envahie) et les Balkans. Les parties conviennent alors d'une invasion trans-manche en France en mai 1944, ainsi qu'une invasion séparée du sud de la France. Staline insiste pour qu'après la guerre, l'Union soviétique incorpore les parties de la Pologne qu'elle occupait en vertu du pacte Molotov-Ribbentrop avec l'Allemagne, que Churchill a classifié.
En 1944, l'Union soviétique mène des avancées significatives à travers l'Europe de l'Est vers l'Allemagne, notamment à la suite de l'opération Bagration, une offensive massive en Biélorussie contre le groupe d'armées Centre. Staline, Roosevelt et Churchill se coordonnent étroitement, l'opération Bagration se déroulant à peu près au même moment que le lancement par les forces américaines et britanniques de l'invasion de l'Europe occidentale occupée par les Allemands sur la côte nord de la France. L'opération aboutit à la reprise de la Biélorussie et de l'ouest de l'Ukraine par les Soviétiques, ainsi qu'à la destruction du groupe d'armées Centre, au prix de 300 000 pertes allemandes et de plus de 750 000 pertes soviétiques.

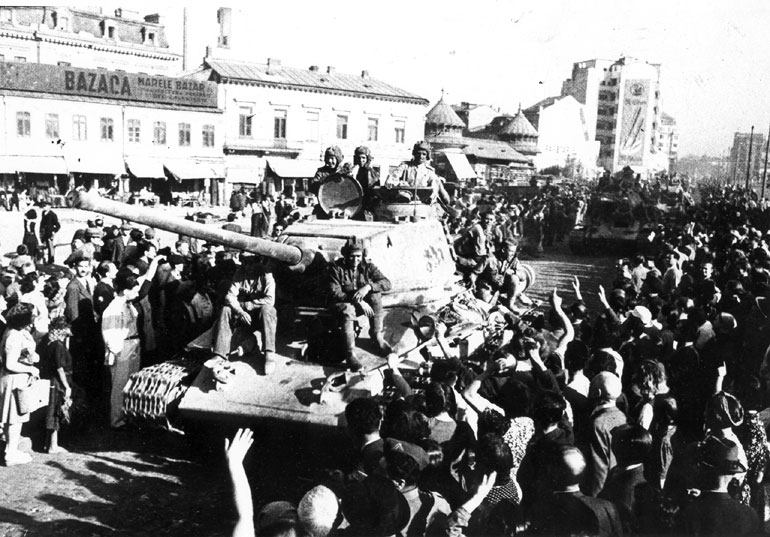
Civils roumains saluant l'entrée de l'armée soviétique dans la ville de Bucarest le 31 août 1944.

Les succès de l'opération Bagration et de l'année qui suit sont, en grande partie, dus à une amélioration opérationnelle de l'Armée rouge aguerrie, qui tire des leçons douloureuses des années précédentes en combattant la puissante Wehrmacht : une meilleure planification des offensives, une utilisation efficace de l'artillerie, une meilleure gestion du temps et de l'espace lors des attaques en contradiction avec l'ordre de Staline « aucun repli ». Dans une moindre mesure, le succès de l'opération Bagration est dû à une Wehrmacht affaiblie manquant de carburant et d'armement dont elle dépendait pour fonctionner efficacement, faisant face à des avantages soviétiques croissants en termes de main-d'œuvre et de matériel, tout en subissant les attaques des Alliés sur le front occidental. Dans son discours du 1er mai 1944, Staline félicite les alliés occidentaux pour avoir détourné les ressources allemandes à la suite de la campagne d'Italie, Tass publia des listes détaillées du grand nombre de fournitures et provisions provenant des alliés occidentaux ; Staline prononce lors d'un discours en novembre 1944 que les efforts alliés à l'Ouest avaient permis de rapidement déplacer 75 divisions allemandes pour défendre cette région, redéploiements sans lesquels l'Armée rouge n'aurait pu chasser la Wehrmacht des territoires soviétiques. La Wehrmacht affaiblie a également aidé les offensives soviétiques car aucune contre-offensive allemande efficace ne pouvait être lancée.

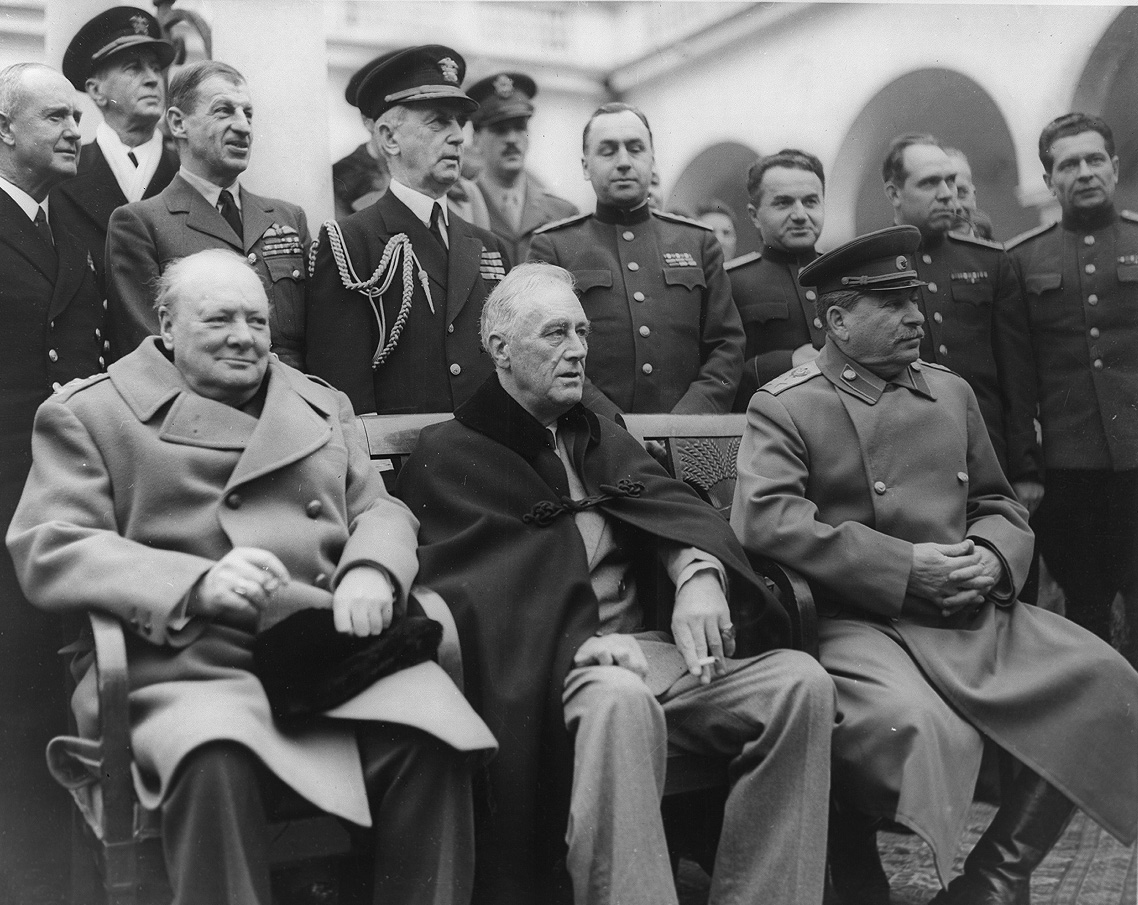
Le Premier ministre britannique Winston Churchill, le président américain Franklin D. Roosevelt et le dirigeant soviétique Joseph Staline à Yalta (Union soviétique, février 1945).

À partir de l'été 1944, le groupe d'armée Centre fraîchement renforcé empêche l'avance soviétique autour de Varsovie pendant près de six mois. Certains historiens prétendent que l'échec soviétique est un décrochage délibéré de leur part pour permettre à la Wehrmacht de massacrer des membres du soulèvement de Varsovie par l'armée de l'intérieur polonaise en août 1944, qui s'est produit à l'approche de l'Armée rouge, bien que d'autres contestent cette affirmation et citent des efforts infructueux de l'URSS pour tenter de vaincre la Wehrmacht dans cette région. Plus tôt en 1944, l'URSS insiste sur le fait qu'ils annexeront les parties de la Pologne anciennement divisées avec l'Allemagne conformément au pacte Molotov-Ribbentrop, tandis que le gouvernement polonais en exil — dont les Britanniques insistent sur le fait qu'il doit être impliqué dans la Pologne d'après-guerre — exige que la frontière polonaise doit être restaurée aux emplacements d'avant-guerre. En outre, la rupture met en évidence l'hostilité flagrante de Staline envers le gouvernement polonais anticommuniste en exil et son armée nationale polonaise, qui, selon Staline, menace ses plans de créer une Pologne d'après-guerre amie de l'Union soviétique. Le pouvoir soviétique refuse de réapprovisionner l'armée intérieure polonaise et interdit l'utilisation de bases aériennes soviétiques aux avions de ravitaillement américains nécessaires pour l'acheminement des fournitures à l'armée intérieure polonaise, ce que Staline qualifie dans une lettre à Roosevelt et Churchill de « criminels en quête de pouvoir ». Inquiet des répercussions possibles de ces actions, Staline met en place plus tard un largage de ravitaillement soviétique aux rebelles polonais, bien que la plupart des fournitures tomberont entre les mains des Allemands. Le soulèvement s'achève par un désastre avec 20 000 rebelles polonais et jusqu'à 200 000 civils tués par les forces allemandes, les forces soviétiques entrant dans la ville en janvier 1945.

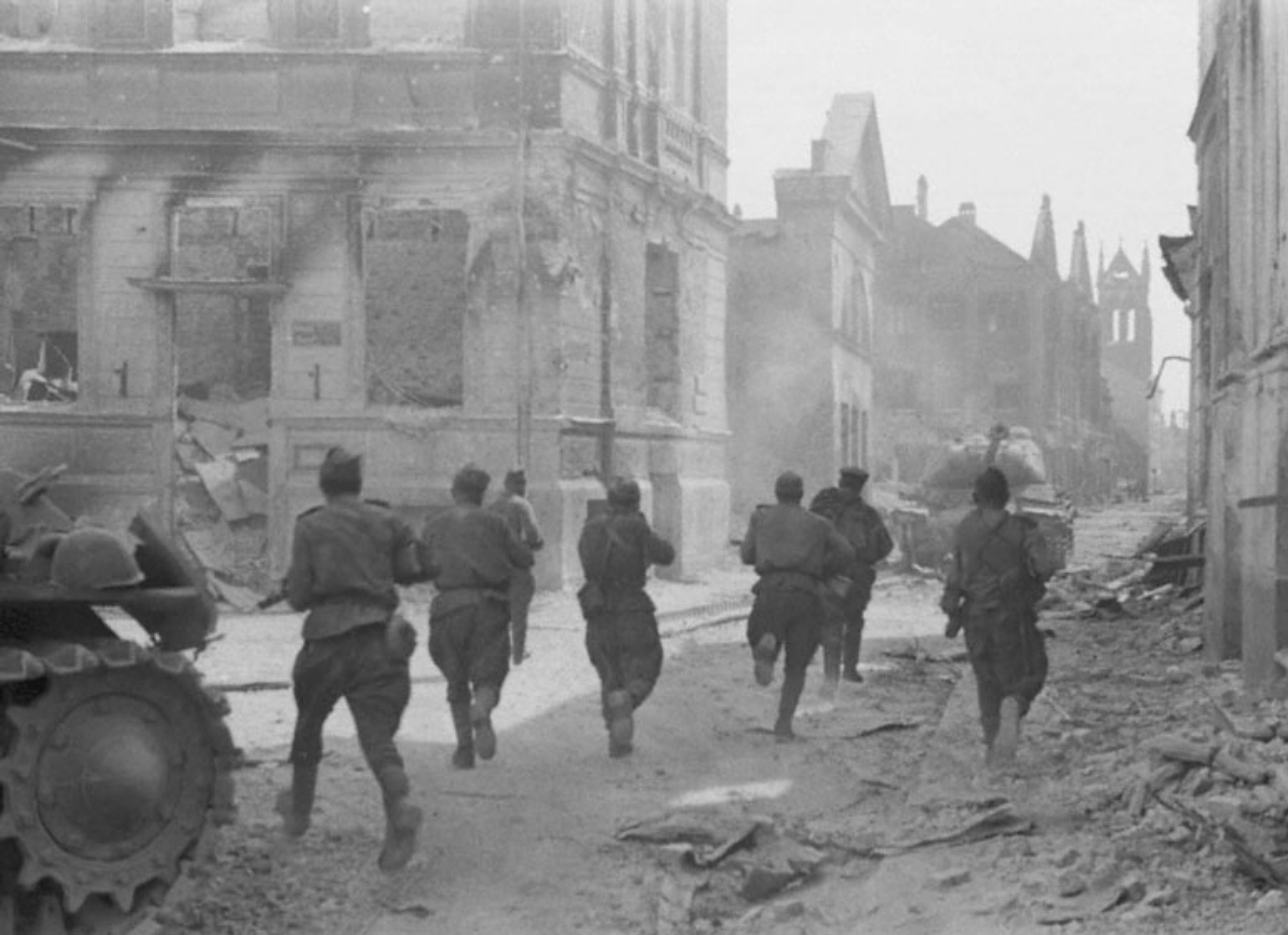
Soldats soviétiques du 1er front baltique lors d'une attaque dans la ville lettone de Jelgava, le 16 août 1944.

D'autres avancées importantes ont lieu à la fin de 1944, comme l'invasion de la Roumanie en août, puis de la Bulgarie. L'Union soviétique déclare la guerre à la Bulgarie en septembre 1944 et envahit le pays, installant un gouvernement communiste. Après l'invasion de ces pays des Balkans, Staline et Churchill se rencontrent à l'automne 1944, où ils se mettent d'accord sur divers pourcentages pour les « sphères d'influence » dans plusieurs États des Balkans, bien qu'aucun diplomate des deux dirigeants savaient ce que le terme signifiait réellement. L'Armée rouge expulse également les forces allemandes de Lituanie et d'Estonie à la fin de 1944 au prix de 260 000 victimes soviétiques.
À la fin de 1944, les forces soviétiques luttent férocement pour capturer la Hongrie lors de l'offensive de Budapest, mais échouent à la prendre, ce qui devint un sujet si sensible pour Staline qu'il refusa de permettre à ses commandants d'en parler. Les Allemands tiennent bon lors de la bataille de Budapest qui suit jusqu'en février 1945, lorsque les Hongrois restants signent finalement un armistice avec l'Union soviétique. La victoire à Budapest permet à l'Armée rouge de lancer l'offensive de Vienne en avril 1945. Au nord-est, la prise de la Biélorussie et de l'ouest de l'Ukraine leur permet de lancer l'offensive massive de la Vistule-Oder, où les services de renseignement allemands devinent à tort l'avantage de supériorité numérique des Soviétiques, estimé à 3 contre 1, qui était en réalité de 5 contre 1 (plus de 2 millions de membres de l'Armée rouge attaquant 450 000 défenseurs allemands), dont le point culminant permettra à l'Armée rouge d'avancer de la Vistule en Pologne à l'Oder en Allemagne de l'Est.
Les lacunes de Staline en tant que stratège sont fréquemment notées en ce qui concerne les pertes humaines massives soviétiques et leurs premières défaites. Un exemple en est l'offensive d'été de 1942, qui entraînera encore plus de pertes pour l'Armée rouge et la reprise de l'initiative par les Allemands. Staline reconnaîtra finalement son manque de savoir-faire et s’appuiera sur ses généraux professionnels pour mener la guerre.
De plus, Staline était bien conscient que d'autres armées européennes s'étaient complètement désintégrées face à l'efficacité militaire nazie, et celui-ci répondit efficacement en soumettant son armée à la terreur galvanisante et aux appels nationalistes au patriotisme. Il fit également appel à l'église orthodoxe russe.

## Victoire finale

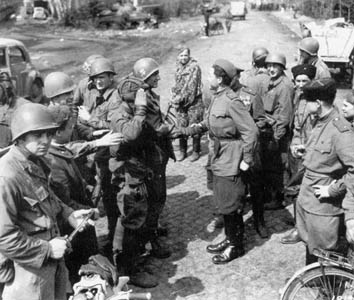
Troupes américaines et soviétiques se rencontrant à l'est de l'Elbe, avril 1945.

En avril 1945, l'Allemagne nazie vit ses derniers jours, affrontant simultanément 6,4 millions de soldats de l'Armée rouge (contre 1,9 million de soldats allemands à l'Est) et 4 millions de soldats alliés occidentaux (contre 1 million de soldats allemands à l'Ouest). Alors que les discussions initiales postulent sur une course vers Berlin par les Alliés, Staline ayant réussi à faire pression pour que l'Allemagne de l'Est tombe dans sa « sphère d'influence » lors de la conférence de Yalta en février 1945, les Alliés occidentaux ne prévoient plus de s'emparer de la ville par une opération terrestre,. Staline restera méfiant quant à la prise de la capitale allemande par les Alliés, qui se tenaient le long de l'Elbe, et ceci même dans les derniers jours de la guerre, les Soviétiques craignant un largage de deux divisions aéroportées américaines pouvant capturer la ville.
Staline ordonne à l'Armée rouge de se déplacer rapidement sur un large front en Allemagne, ne croyant pas que ses Alliés occidentaux céderont le territoire qu'ils occupent, faisant initialement la capture de Berlin leur objectif primordial. Après avoir réussi à capturer la Prusse orientale, trois fronts de l'Armée rouge convergent vers le cœur de l'Allemagne, et la bataille de l'Oder–Neisse placera les Soviétiques aux portes virtuelles de Berlin.
Le 24 avril, des éléments de deux fronts soviétiques encerclent la capitale du Reich. Quatre jours avant, le premier front biélorusse de Joukov avait initié un bombardement massif de Berlin qui ne s'achèvera qu'après la capitulation de la ville. Le 30 avril 1945, Hitler et Eva Braun se suicident, leurs cadavres sont retrouvés méconnaissables (calcinés sur ordre d'Hitler) par les forces soviétiques dans les jardins de la chancellerie. Les forces allemandes restantes se rendent officiellement sans condition le 7 mai 1945. Certains historiens soutiennent que Staline a retardé de deux mois la dernière poussée finale pour Berlin afin de capturer d'autres zones géographiques pour des raisons politiques, ce qui, selon eux, permettra à la Wehrmacht de se préparer pour l'affrontement final. Ce retard augmente en partie les lourdes pertes subies consécutives à la bataille ; cependant, d'autres historiens contestent cette thèse.

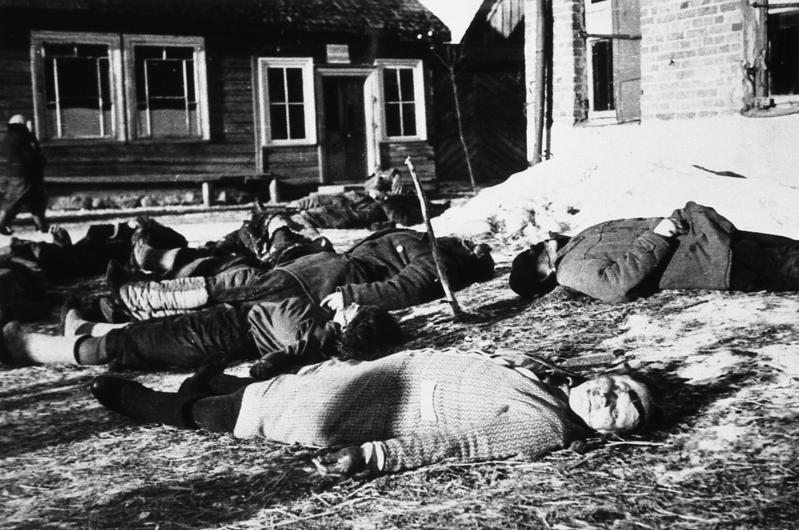
Meurtre de masse de civils soviétiques près de Minsk. Les nazis ont commis des massacres dans 5295 localités différentes de la Biélorussie soviétique occupée.

Malgré la possession par les Soviétiques des restes d'Hitler, Staline ne croyait pas réellement à sa mort, une croyance qui persista pendant des années après la guerre,. A la demande de Staline, ses assistants passèrent des années à chercher la vérité en écrivant un livre secret sur la vie d'Hitler pour sa propre lecture privée.
Repousser la plus grande invasion militaire de l'Histoire et pousser à la victoire sur l'Allemagne nazie pendant la Seconde Guerre mondiale ont nécessité un énorme sacrifice de la part de l'Union soviétique (plus que de tout autre pays dans l'Histoire de l'humanité). Les pertes militaires s’élèvent à environ 27 millions. Bien que les chiffres varient, le nombre de morts civils atteint probablement 18 millions. Des millions de soldats et de civils soviétiques ont disparu dans les camps de détention allemands et les usines de travail forcé, tandis que des millions d'autres ont subi des dommages physiques et mentaux permanents. Les pertes économiques soviétiques, y compris les pertes de ressources et de capacité de fabrication en Russie occidentale et en Ukraine, ont également été catastrophiques. La guerre a entraîné la destruction d'environ 70 000 villes et villages soviétiques — 6 millions de maisons, 98 000 fermes, 32 000 usines, 82 000 écoles, 43 000 bibliothèques, 6 000 hôpitaux et des milliers de kilomètres de routes et de voies ferrées.
Le 9 août 1945, l'Union soviétique envahit le Mandchoukouo sous contrôle japonais et déclare la guerre au Japon. Les troupes soviétiques aguerries et leurs commandants expérimentés conquièrent rapidement les territoires tenus par les Japonais en Mandchourie, dans le sud de Sakhaline (11 au 25 août 1945), les îles Kouriles (18 août au 1er septembre 1945) et certaines parties de la Corée (14 août 1945 au 24 août 1945). Le gouvernement impérial japonais, hésitant à la suite des bombardements d'Hiroshima (6 août 1945) et de Nagasaki (9 août 1945), mais confronté aux forces soviétiques approchant rapidement du cœur de la patrie japonaise, annonce sa reddition effective aux Alliés le 15 août 1945 et capitule officiellement le 2 septembre 1945.
En juin 1945, le Politburo du Parti communiste de l'URSS confère à Staline le grade nouvellement inventé de Généralissime de l'Union soviétique pour son rôle dans la victoire contre l'Allemagne nazie. Ce titre devint le grade militaire le plus élevé du pays (supérieur à celui de maréchal). Le « culte de la personnalité » de Staline mettait l'accent sur son leadership militaire personnel après l'énumération des « dix victoires de Staline » — extrait de son discours du 6 novembre 1944 « 27e anniversaire de la grande révolution socialiste d'octobre » (russe : «27-я годовщина Великой Октябрьской социалистической революции») lors de la réunion de 1944 du Mossoviet.

## Répressions
Le 16 août 1941, pour tenter de relancer un système de défense soviétique désorganisé, Staline publie l'ordre n° 270, exigeant que tout commandant ou commissaire « arrachant ses insignes et désertant ou se rendant » soit considéré comme un déserteur malveillant. L'ordre exige des supérieurs une exécution par balles des déserteurs sur place, les membres de leur famille étant considérés comme « famille d'ennemi du peuple » et ultérieurement arrêtés. La deuxième disposition de l'ordre ordonne que résister par tous les moyens est obligatoire pour tout militaire, quel que soit son grade et son affectation. Les officiers supérieurs peuvent dégrader ou même abattre sur place les chefs qui se planquent et ne combattent pas avec les hommes sur le champ de bataille. Par la suite, Staline procède également à une purge de plusieurs commandants militaires qui seront abattus pour motif de « lâcheté » sans procès.
En juin 1941, quelques semaines après le début de l'invasion allemande, Staline ordonne à l'Armée rouge en retraite de mener une politique de la terre brûlée et un déploiement des partisans dans les zones évacuées. Ceci, ajoutés aux abus et crimes des troupes allemandes, provoque la famine et la souffrance parmi la population civile qui est laissée pour compte. Staline craignait qu'Hitler n'utilise des citoyens soviétiques mécontents pour combattre son régime, en particulier les personnes emprisonnées dans les Goulags. Il ordonne ainsi au NKVD de gérer la situation : l'organisme d'État répond en assassinant environ 100 000 prisonniers politiques dans toute l'ouest de l'Union soviétique, avec des méthodes comprenant une exécution à la baïonnette et un lancement de grenades dans des cellules surpeuplées. Beaucoup d'autres seront simplement déportés vers l'Est,.

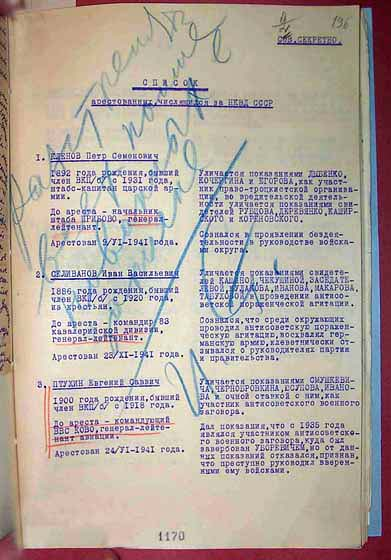
Proposition de Beria faite à Staline d'exécuter 46 militaires accusés de collaboration le 29 janvier 1942 et la résolution de Staline : « Abattez-tous ceux dont les noms figurent sur la liste. »

En juillet 1942, Staline publie l'ordre n° 227, ordonnant que tout commandant ou commissaire d'un régiment, d'un bataillon ou d'une armée, autorisant la retraite sans l'autorisation de ses supérieurs, soit soumis à un tribunal militaire. Chaque front doit créer de un à trois « bataillons disciplinaires » (штрафбат, штрафной батальон, chtrafbat, chtrafnoï batalion) composés de soldats reconnus coupables d'infractions disciplinaires. Ces unités se voyaient assigner les tâches les plus dangereuses. De 1942 à 1945, 427 910 soldats sont affectés au sein de ces bataillons. Au sein de chaque armée, doivent être créées de trois à cinq « unités de barrage » (заградотряд, заградительный отряд, zagradotriad, zagraditelny otriad) fortement armées, chargées de tirer sur les troupes qui reculeraient. Au cours des trois premiers mois suivant l'ordre, 1 000 soldats pénitentiaires sont abattus par des détachements de barrage et 24 933 soldats sont envoyés dans des bataillons disciplinaires. Bien que provoquant un certain effet au départ, cette mesure pèsera sur le moral des troupes ; l'idée d'unités de barrage régulières est discrètement abandonnée en octobre 1942. Le 29 octobre 1944, ces unités sont officiellement dissoutes,,.
Les prisonniers de guerre soviétiques et les travailleurs forcés ayant survécu à la captivité allemande sont envoyés dans des camps spéciaux de « transit » ou de « filtration » destinés à déterminer quels types de traître ils représentent. Sur les quelque 4 millions aptes au rapatriement, 2 660 013 sont des civils et 1 539 475 d'anciens prisonniers de guerre. Au total, 2 427 906 sont renvoyés chez eux, 801 152 ré-enrôlés dans les forces armées, 608 095 enrôlés dans les bataillons de travail du ministère de la Défense, 226 127 transférés à l'autorité du NKVD en vue d'une sanction (probablement un transfert vers le Goulag,,) et 89 468 sont restés dans les camps de transit en tant que personnel d'accueil jusqu'à la fin du processus de rapatriement au début des années 1950.

## Crimes de guerre commis par l'URSS

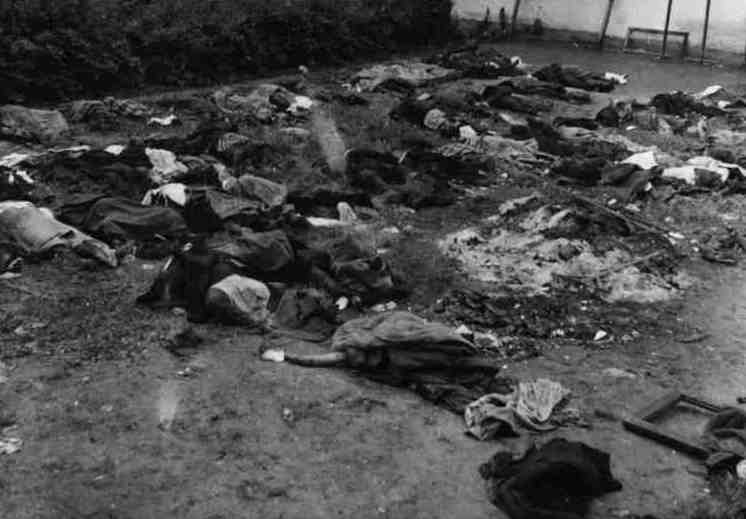
Victimes des massacres des prisonniers du NKVD en juin 1941.

Les troupes soviétiques ont commis de nombreux viols à l'encontre des femmes et filles allemandes : le nombre total de victimes estimées s’échelonne de quelques dizaines de milliers à deux millions. Pendant et après l'occupation de Budapest (Hongrie), environ 50 000 femmes et filles ont été violées,. Concernant les viols ayant eu lieu en Yougoslavie, Staline répond aux plaintes d'un chef de parti yougoslave par la phrase : « Ne comprend-il pas qu'il est normal pour un soldat ayant parcouru des milliers de kilomètres à travers le sang, le feu et la mort qu'il s'amuse avec une femme ou prend son temps à des bagatelles ? ».
Dans les anciens pays de l'Axe, comme l'Allemagne, la Roumanie et la Hongrie, les officiers de l'Armée rouge considèrent généralement les villes, les villages et les fermes comme étant ouverts au pillage. Par exemple, des soldats de l'Armée rouge et des membres du NKVD ont fréquemment pillé des trains de transport en 1944 et 1945 en Pologne et des soldats soviétiques ont incendié le centre-ville de Demmin tout en empêchant les habitants d'éteindre l'incendie, qui, ajouté aux multiples viols, ont joué un rôle dans le suicide de plus de 900 citoyens de la ville. Dans la zone d'occupation soviétique de l'Allemagne, lorsque des membres du SED ont signalé à Staline que les pillages et les viols par les soldats soviétiques pourraient avoir des conséquences négatives pour l'avenir du socialisme dans l'Allemagne de l'Est d'après-guerre, Staline a réagi avec colère : « Je ne tolérerai personne traînant l'honneur de l'Armée rouge dans la boue »,. En conséquence, toutes les preuves de pillages, de viols et de destructions par l'Armée rouge ont été supprimées des archives de la zone d'occupation soviétique.
Selon des chiffres récents, sur environ 4 millions de prisonniers de guerre capturés par les Russes, dont des Allemands, des Japonais, des Hongrois, des Roumains et d'autres, quelque 580 000 ne sont jamais revenus, vraisemblablement victimes de privations ou des Goulags. En comparaison, 3,5 millions de prisonniers de guerre soviétiques sont morts dans les camps allemands sur les 5,6 millions capturés pendant la guerre.

## Crimes de guerre commis par l'Allemagne nazie

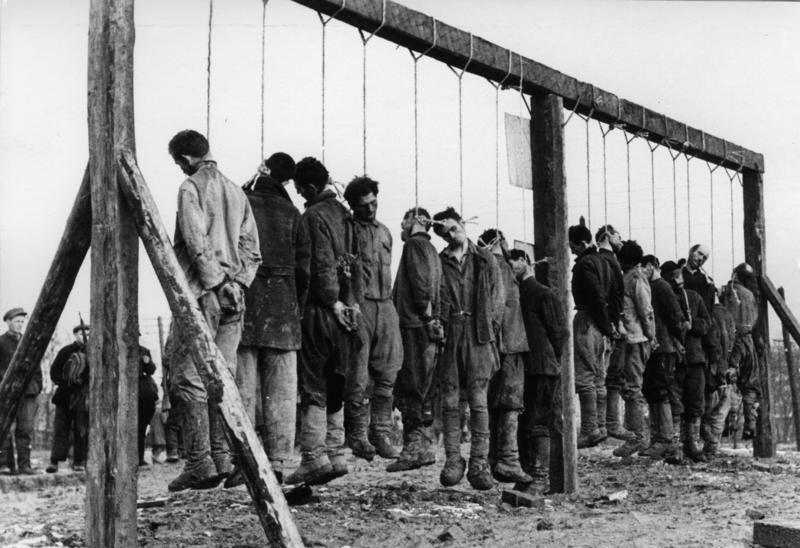
Des hommes sont pendus par les troupes allemandes, suspectés de partisanerie quelque part en Union soviétique (janvier 1943).

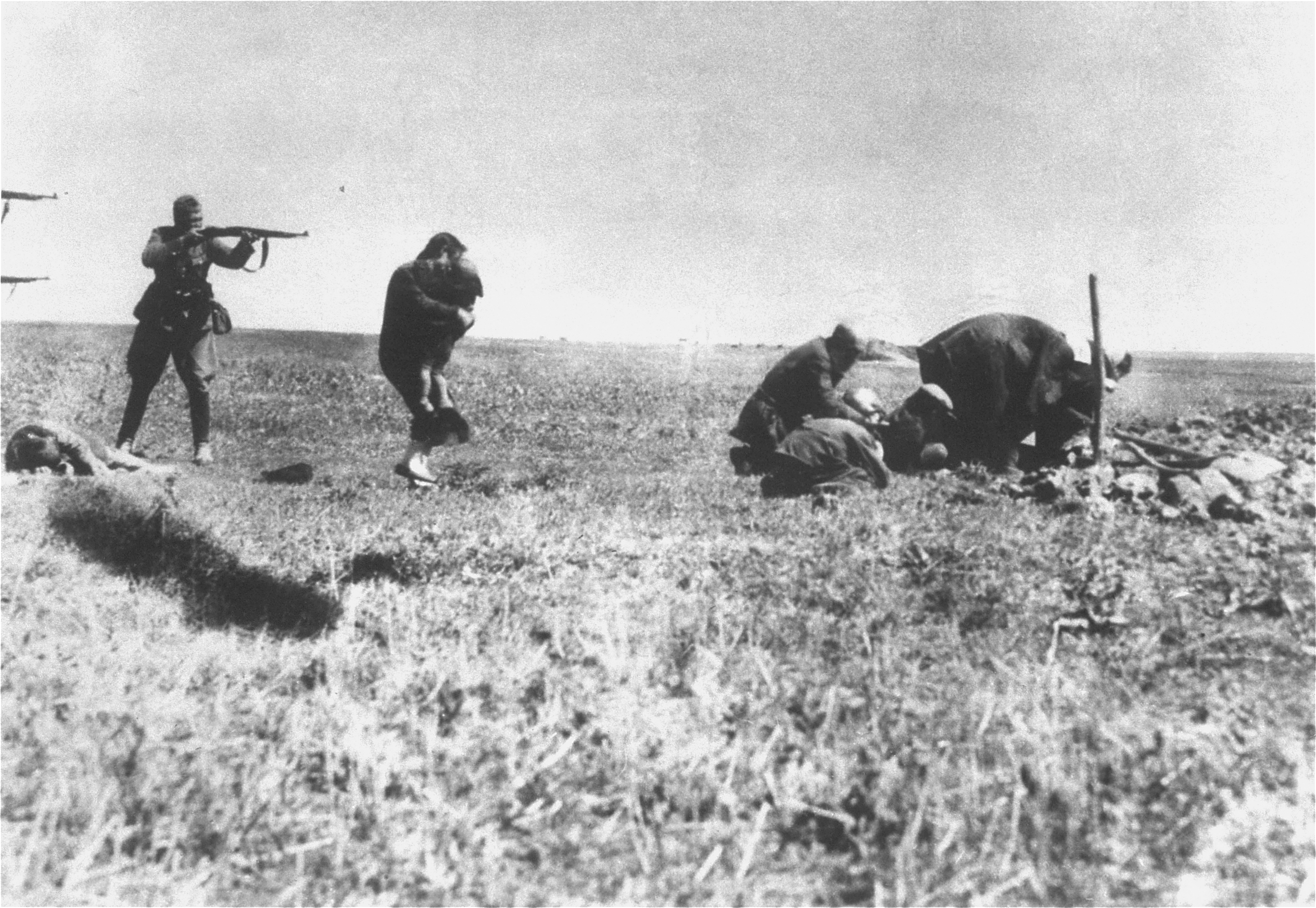
Einsatzgruppen allemands assassinant des Juifs à Ivanhorod, Ukraine, 1942.

Le régime nazi, dont l'idéologie est en partie basée sur Mein Kampf d'Hitler, souhaitait voir disparaître l'ennemi du peuple allemand, le peuple russe sous régime soviétique, dont le territoire devait graduellement être repeuplé par la « race aryenne » : le Generalplan Ost, piloté depuis une administration berlinoise, avait été introduit à cette fin. La propagande nazie informe les soldats de la Wehrmacht de leur devoir : l'invasion de l'Union soviétique devra être une guerre d'anéantissement,,.

L'historien britannique Ian Kershaw écrit à cet effet : 

« La révolution nazie dépasse les limites de la Shoah. Son deuxième objectif est l'élimination des Slaves d'Europe centrale et orientale afin de créer un Lebensraum pour les Aryens... Comme le montre Bartov (The Eastern Front; Hitler's Army), les armées allemandes sur le front de l'Est se conduisent comme des barbares. La plupart de leurs trois millions d'hommes, des généraux aux simples soldats, prennent une part active à l'extermination des soldats et les civils slaves capturés. Il s'agit parfois de meurtres froids et délibérés d'individus (comme pour les Juifs), parfois de brutalité et de négligence généralisées... Les lettres et les mémoires des soldats allemands révèlent leur terrible raisonnement : les Slaves étaient la horde « Asiatique-bolchevique », une race inférieure mais menaçante. »

Au cours des rapides avancées allemandes dans les premiers mois de la guerre, atteignant presque les villes de Moscou et de Leningrad, la majeure partie de l'industrie soviétique ne pouvant être évacuée est détruite ou perdue en raison de l'occupation allemande. La production agricole est interrompue, les récoltes de céréales laissées sur pied dans les champs provoqueront plus tard une faim qui rappelle le début des années 1930. Par l'un des plus grands exploits de la logistique de guerre, les usines sont évacuées à une échelle démesurée, avec 1 523 usines démantelées et expédiées vers l'est le long de quatre routes principales vers les régions du Caucase, de l'Asie centrale, de l'Oural et de la Sibérie. En général, les outils, les matrices et la technologie de production sont déplacés, ainsi que les plans et leur gestion, le personnel d'ingénierie et la main-d'œuvre qualifiée.
L'ensemble de l'Union soviétique se consacra à l'effort de guerre. La population soviétique était probablement la mieux préparée par rapport à toute autre nation impliquée dans les combats de la Seconde Guerre mondiale pour supporter les difficultés matérielles qu'engendre la guerre. C'est principalement parce qu'ils étaient habitués aux pénuries et en ayant fait face à la crise économique dans le passé, en particulier en temps de guerre — la Première Guerre mondiale apporta des restrictions similaires sur la nourriture. Pourtant, les conditions furent sévères. La Seconde Guerre mondiale fut particulièrement dévastatrice pour les citoyens soviétiques car, se déroulant sur leur territoire, elle causa des destructions massives. À Leningrad, sous le siège allemand, plus d'un million de personnes sont mortes de faim et de maladie. De nombreux ouvriers d'usine étaient des adolescents, des femmes et des personnes âgées. Le gouvernement mit en place le rationnement en 1941 en l’appliquant initialement au pain, à la farine, aux céréales, aux pâtes, au beurre, à la margarine, à l'huile végétale, à la viande, au poisson, au sucre et aux confiseries dans tout le pays. Les rations restèrent en grande partie stables dans d'autres endroits pendant la guerre. Les rations supplémentaires demeuraient souvent si chères qu'elles ne pouvaient pas augmenter substantiellement l'approvisionnement alimentaire d'un citoyen à moins que cette personne ne soit particulièrement bien payée. Les paysans ne recevaient aucune ration et devaient se contenter des ressources locales qu'ils cultivaient eux-mêmes. La plupart des paysans ruraux ont lutté en vivant dans une pauvreté insupportable, mais d'autres ont vendu tout excédent leur appartenant à un prix élevé. Quelques-uns devinrent millionnaires en roubles, jusqu'à ce qu'une réforme monétaire deux ans après la fin de la guerre anéantisse leur richesse.
Malgré des conditions difficiles, la guerre conduit à un pic du nationalisme et de l'unité soviétiques. La propagande soviétique atténua la rhétorique communiste extrême du passé alors que le peuple se ralliait maintenant à la conviction de protéger sa patrie contre les maux des envahisseurs allemands. Les minorités ethniques considérées comme des collaborateurs ont été contraintes à l'exil. La religion, qui était auparavant rejetée, devint une partie de la campagne de propagande du Parti communiste dans la société soviétique afin de mobiliser les éléments religieux.
La composition sociale de la société soviétique a radicalement changé pendant la guerre. Il y eut une explosion de mariages en juin et juillet 1941 entre des personnes sur le point d'être séparées par la guerre. Au cours des années suivantes, le taux de nuptialité chuta fortement, le taux de natalité n'atteignant peu après qu'environ la moitié de ce qu'il aurait été en temps de paix. C'est pour cette raison qu'en temps de guerre les mères ayant plusieurs enfants recevaient des honneurs et des avantages en argent substantiels à condition d'avoir un nombre d'enfants suffisant – éligibles d'environ 1 300 roubles pour la naissance de leur quatrième enfant et jusqu'à 5 000 roubles pour leur dixième.
Les soldats allemands marquaient les corps des femmes partisanes capturées – et d'autres femmes également – avec les mots « Putain pour les troupes d'Hitler » et les violaient. Après leur capture, certains soldats allemands se vantèrent vivement d'actes de viols ou viols-homicides. Susan Brownmiller soutient que ce crime a joué un rôle central dans l'objectif nazi de conquête et de destruction des peuples considérés comme inférieurs, tels que les Juifs, les Russes et les Polonais. Une longue liste de viols commis par des soldats allemands est compilée dans la « Note Molotov » en 1942. Brownmiller souligne que les nazis ont utilisé le viol comme arme de terreur.
Des exemples de viols de masse en Union soviétique commis par des soldats allemands comprennent :
Smolensk : le commandement allemand a ouvert un bordel pour les officiers dans lequel des centaines de femmes et de filles étaient conduites de force, souvent par les armes et les cheveux.
Lviv : 32 femmes travaillant dans une usine de confection ont été violées et assassinées par des soldats allemands, dans un parc public. Un prêtre qui tentait d'arrêter l'atrocité a été assassiné.
Lviv : des soldats allemands ont violé des filles juives, qui ont été assassinées après être tombées enceintes.

## Survie à Léningrad

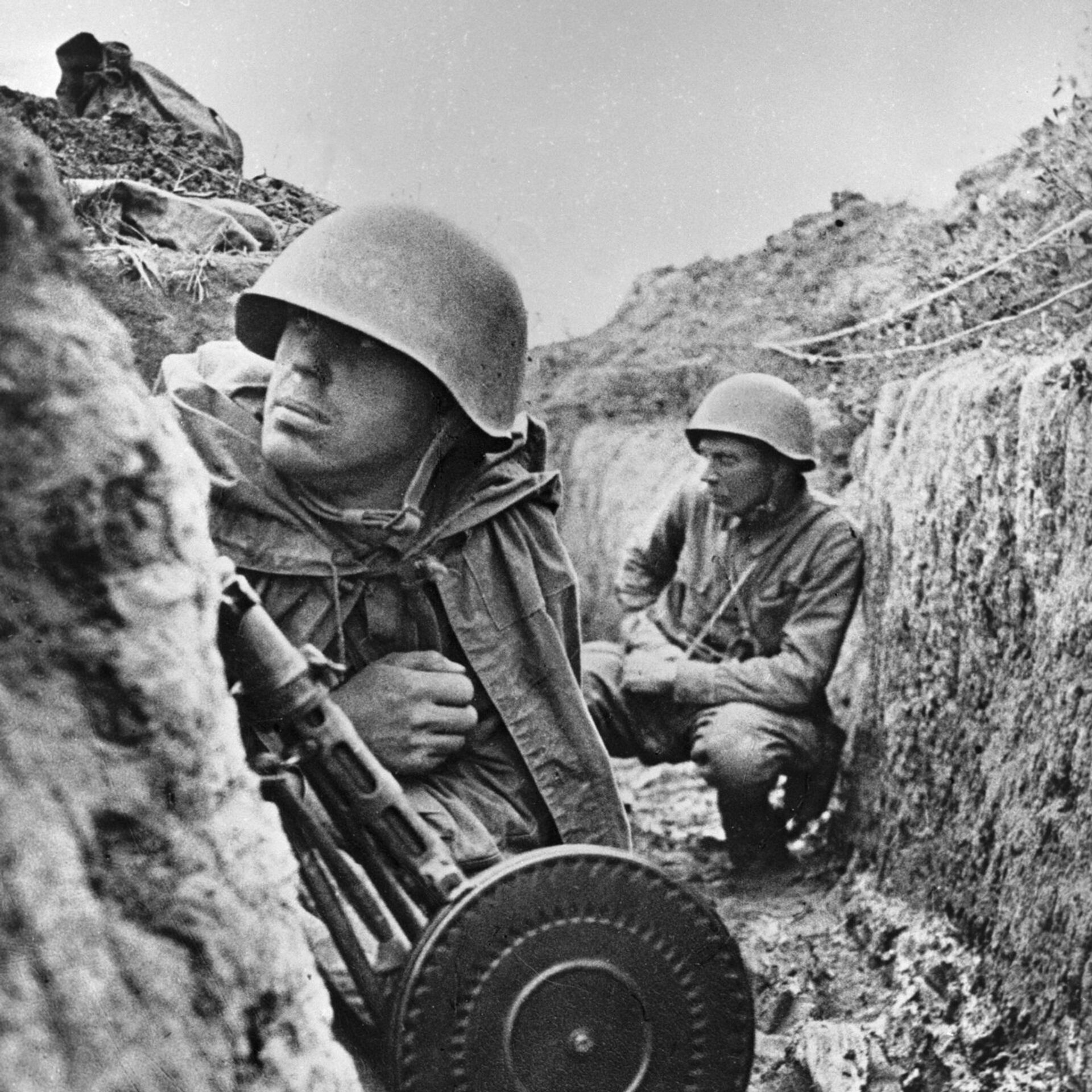
Soldats soviétiques sur le front à Leningrad.

La ville de Leningrad est la ville de l'URSS ayant enduré le plus de souffrances et de difficultés pendant la guerre, étant assiégée pendant une durée de 872 jours, du 8 septembre 1941 au 27 janvier 1944. La faim, la malnutrition, la maladie, la famine et même le cannibalisme sont devenus monnaie courante pendant le siège de Leningrad ; les civils perdent du poids, s'affaiblissent et deviennent plus vulnérables face aux maladies. Les citoyens de Leningrad ont réussi à survivre grâce à un certain nombre de méthodes qui rencontrèrent plus ou moins de succès. Avant le début du siège, 400 000 personnes sont évacuées, mais 2,5 millions de personnes vivent encore dans la ville, dont 400 000 enfants. Certains parviennent à s'échapper de la ville ; notamment lors du gel du lac Ladoga en transitant sur la route de glace – ou « route de la vie » – pour se mettre en sécurité.

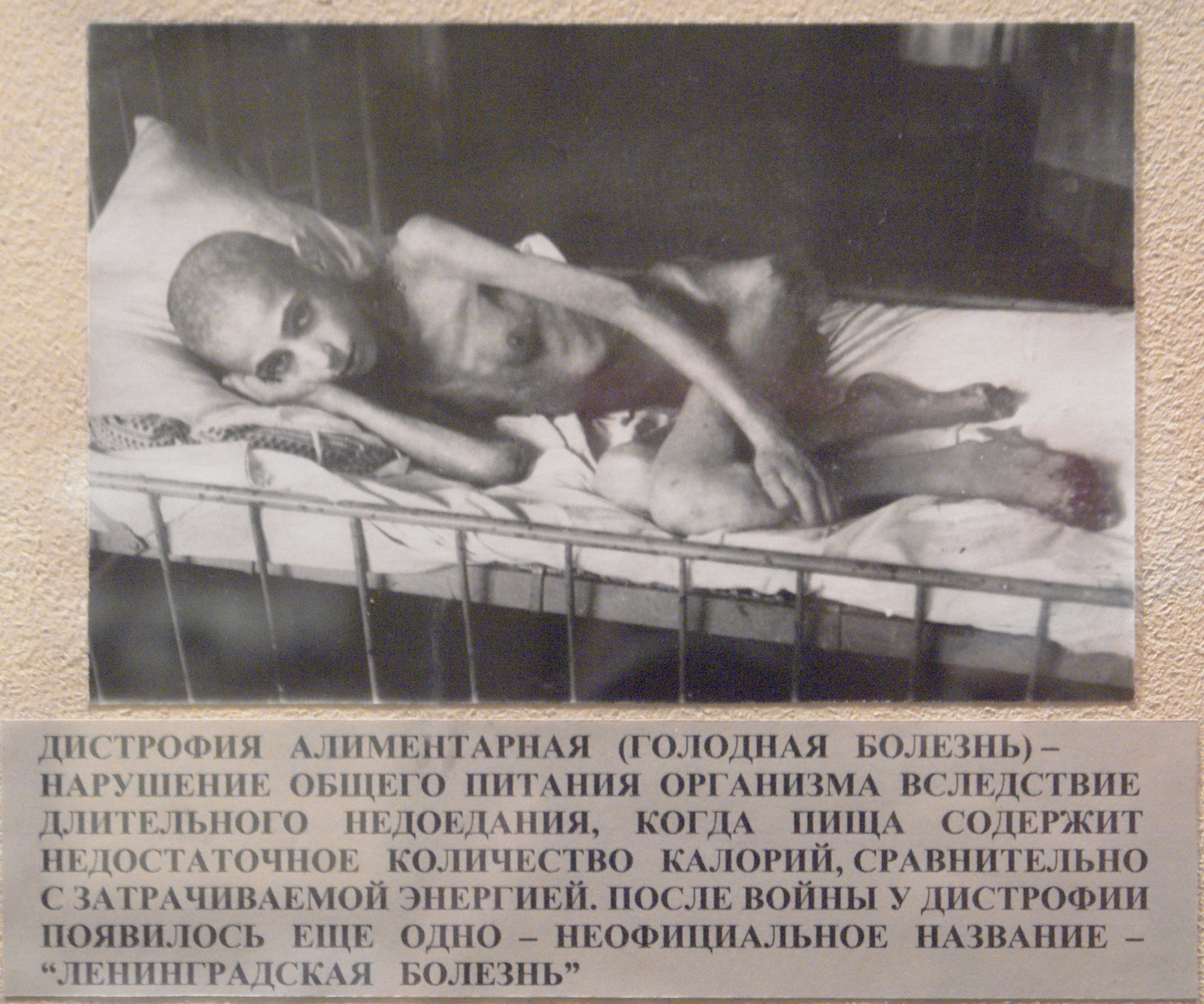
Une victime de la famine à Leningrad assiégé en 1941.

Cependant, la plupart des stratégies de survie pendant le siège impliquent de rester dans la ville et de faire face aux problèmes par l'ingéniosité ou la chance. Une façon d'y parvenir est de garantir des emplois dans les usines, car plusieurs d'entre elles deviennent autonomes et possèdent davantage d'outils de survie pendant l'hiver, tels que la nourriture et la chaleur. Par rapport aux civils ordinaires, les travailleurs reçoivent des rations plus importantes et les usines sont susceptibles d'avoir de l'électricité si elles produisent des biens essentiels. Elles servent également de centres de soutien mutuel et disposent de cliniques et d'autres services tels que des équipes de nettoyage et des équipes de femmes qui cousent et réparent les vêtements. Les employés d'usine parfois désespérés ont recours à la consommation de colle ou de chevaux face au manque de nourriture, mais l'emploi dans ces établissements demeure la méthode de survie la plus efficace et, dans certaines usines de production alimentaire, aucune personne ne mourra de la faim.
Les opportunités de survie ouvertes à la communauté soviétique dans son ensemble comprennent le troc et l'agriculture sur des terres privées. Les marchés noirs prospèrent à mesure que le troc privé et le commerce deviennent plus courants, en particulier entre les soldats et les civils. Les soldats, n'ayant plus de nourriture à revendre, sont impatients de commercer avec les citoyens soviétiques ayant des vêtements très chauds à échanger. Planter des jardins potagers au printemps devient une méthode populaire, principalement parce que les citoyens ont la possibilité de faire pousser les fruits et légumes de leur choix sur leurs propres parcelles. La campagne a également eu un effet psychologique puissant en redonnant de l'espoir à la population, un élément de survie quasiment aussi crucial que le pain.
Certains des citoyens soviétiques les plus désespérés se sont tournés vers le crime pour subvenir à leurs besoins dans les moments difficiles. Le plus courant est le vol de nourriture et de cartes de rationnement, qui peut s'avérer fatal pour une personne souffrant de malnutrition si sa carte est volée plus d'un jour ou deux avant qu'une autre de ce type ne soit émise. Pour ces raisons, le vol de nourriture est sévèrement puni et une personne peut être abattue pour la simple raison d'un brigandage d'une miche de pain. Des crimes plus graves, tels que le meurtre et le cannibalisme se produisent également, provoquant la mise en place d'escouades de police spéciales chargés de lutter contre ce type de crime. À la fin du siège, environ 1 500 personnes ont été arrêtées pour cannibalisme.

## Conséquences et dommages

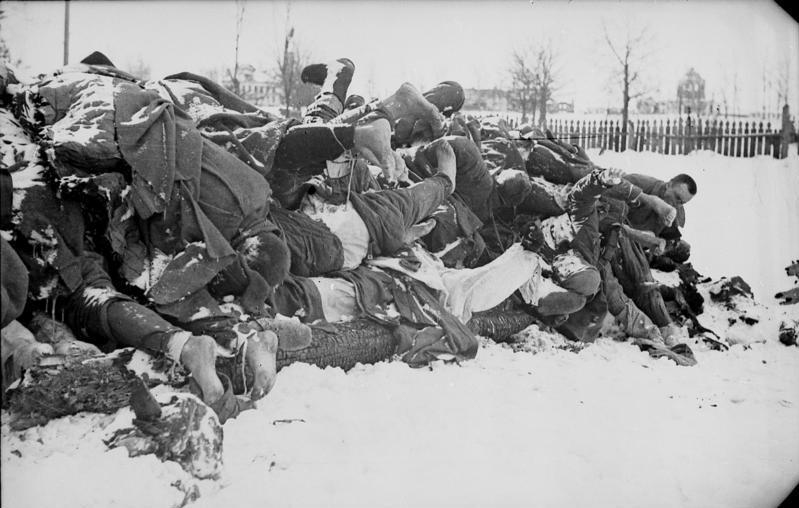
Soldats soviétiques tués dans la poche de Kholm, janvier 1942.

Même en ayant remporté le conflit, la guerre a eu un effet à long terme profond et dévastateur en URSS. Le fardeau financier est catastrophique : selon une estimation, l'Union soviétique a dépensé 192 milliards de dollars. Les États-Unis ont alloué en prêt-bail environ 11 milliards de dollars de fournitures à l'Union soviétique pendant la guerre. Anastasia V. Zotova estime d'une manière légèrement différente les dépenses militaires soviétiques pendant la guerre, qui s'élèvent à 666,4 milliards de roubles, soit l'équivalent de 125,7 milliards de dollars.
Les experts américains estiment que l'Union soviétique a perdu la quasi-totalité de sa richesse précédemment gagnée grâce aux efforts d'industrialisation au cours des années 1930. Son économie a également diminué de 20 % entre 1941 et 1945, ne retrouvant son niveau d'avant-guerre que dans les années 1960. L'historien britannique Clive Ponting estime que les dommages de guerre s'élèvent à 25 ans du produit national brut soviétique. 40 % des logements soviétiques sont endommagés ou détruits. Plus de 6 millions de logements situés dans les territoires soviétiques occupés, ont été détruits (dont 1 million dans les villes sur les 2,5 millions existants), provoquant près de 25 millions de sans-abri soviétiques. Environ 65 millions de citoyens soviétiques, soit près de 40 % de la population totale, ont vécu sous occupation allemande après le départ d'environ 17 millions de Soviétiques évacués ou s'étant enfuis vers l'est à l'arrière de l'armée allemande lors de l'invasion. Les sources soviétiques affirment que les puissances de l'Axe ont détruit 1 710 villes et 70 000 villages, ainsi que 65 000 km de voies ferrées.
Le gouvernement post-soviétique de la Russie évalue les « pertes » humaines de la guerre à 26,6 millions dont 8 668 400 décès militaires d'après une étude de 1993 de l'Académie des sciences de Russie et les calculs du ministère russe de la Défense,.
Les chiffres publiés par le ministère russe de la Défense ont été acceptés par la majorité des historiens et universitaires, certains historiens et universitaires donnent des estimations différentes.
Bruce Robellet Kuniholm, professeur de politique publique et d'histoire, estime que l'URSS compte 11 000 000 morts militaires et 7 000 000 morts civils, soit un total de 18 millions,. L'historien militaire américain Earl F. Ziemke donne un chiffre de 12 millions de soldats et 7 millions de civils soviétiques morts – un total de 19 millions. Il remarque également que de l'automne 1941 à l'automne 1943, le front n'a jamais fait moins de 2 400 milles de long. Le professeur allemand Beate Fieseler estime que 2,6 millions de personnes, soit 7,46% de l'armée soviétique, sont restées handicapées après la guerre.
Timothy C. Dowling estime qu'au cours des 1 417 jours de guerre, l'Union soviétique a perdu l'équivalent de toute la population américaine en 1940 vivant à l'ouest du fleuve Missouri.

## Sondage d'opinion
Un sondage mené par YouGov en 2015 révèle que seulement 11% des Américains, 15% des Français, 15% des Britanniques et 27% des Allemands pensent que l'Union soviétique est la nation qui a le plus contribué à la défaite de l'Allemagne nazie pendant la Seconde Guerre mondiale. En revanche, la même enquête menée en mai 1945 montait à 57 % au sein de la population française.

### Front intérieur
- Abramov, Vladimir K. "Mordovia During the Second World War", Journal of Slavic Military Studies (2008) 21#2 pp 291–363.
- Annaorazov, Jumadurdy. "Turkmenistan during the Second World War", Journal of Slavic Military Studies (2012) 25#1 pp 53–64.
- Barber, John, and Mark Harrison. The Soviet Home Front: A Social and Economic History of the USSR in World War II, Longman, 1991.
- Berkhoff, Karel C. Harvest of Despair: Life and Death in Ukraine Under Nazi Rule. Harvard U. Press, 2004. 448 pp.
- Braithwaite, Rodric. Moscow 1941: A City and Its People at War (2006)
- Thurston, Robert W., and Bernd Bonwetsch (Eds). The People's War: Responses to World War II in the Soviet Union (2000)
- Dallin, Alexander. Odessa, 1941–1944: A Case Study of Soviet Territory under Foreign Rule. Portland: Int. Specialized Book Service, 1998. 296 pp.
- Ellmana, Michael, and S. Maksudovb. "Soviet deaths in the great patriotic war: A note", Europe-Asia Studies (1994) 46#4 pp 671–680 DOI 10.1080/09668139408412190
- Glantz, David M., The Siege of Leningrad, 1941–1944: 900 Days of Terror, Zenith, 2001 (ISBN 978-0-7603-0941-4, lire en ligne)
- Hill, Alexander. "British Lend-Lease Aid and the Soviet War Effort, June 1941 – June 1942," Journal of Military History (2007) 71#3 pp 773–808.
- Overy, Richard. Russia's War: A History of the Soviet Effort: 1941–1945 (1998) 432pp
- Reese, Roger R. "Motivations to Serve: The Soviet Soldier in the Second World War", Journal of Slavic Military Studies (2007) 10#2 pp 263–282.
- Thurston, Robert W. et Bernd Bonwetsch, The People's War: Responses to World War II in the Soviet Union, U. of Illinois Press, 2000 (ISBN 978-0-252-02600-3, lire en ligne), 84
- Vallin, Jacques; Meslé, France; Adamets, Serguei; and Pyrozhkov, Serhii. "A New Estimate of Ukrainian Population Losses During the Crises of the 1930s and 1940s." Population Studies (2002) 56(3): 249–264. JSTOR:3092980 Reports life expectancy at birth fell to a level as low as ten years for females and seven for males in 1933 and plateaued around 25 for females and 15 for males in the period 1941–44.

#### Sources primaires
- Bidlack, Richard, and Nikita Lomagin, eds, The Leningrad Blockade, 1941–1944: A New Documentary History from the Soviet Archives, Yale U.P., 26 juin 2012 (ISBN 978-0300110296, lire en ligne)
- Hill, Alexander, ed. The Great Patriotic War of the Soviet Union, 1941–45: A Documentary Reader (2011) 368pp

### Historiographie
- Edele, Mark. "Fighting Russia's History Wars: Vladimir Putin and the Codification of World War II" History and Memory (2017) 29#2:90-124
- Havlat, Denis. "Western Aid for the Soviet Union During World War II: Part I." Journal of Slavic Military Studies 30.2 (2017): 290-320; . "Western Aid for the Soviet Union During World War II: Part II." Journal of Slavic Military Studies 30.4 (2017): 561-601. Argues the supplies made a decisive contribution to Soviet victory, despite denials by Stalinist historians.
- Uldricks, Teddy J. "War, Politics and Memory: Russian Historians Reevaluate the Origins of World War II", History and Memory 21#2 (2009), pp. 60–82 online, historiography
- Weiner, Amir. "The making of a dominant myth: The Second World War and the construction of political identities within the Soviet polity." Russian Review 55.4 (1996): 638-660. Online